# Атлетік (Більбао)
«Атле́тік» (баск. Bilboko Athletic Kluba, ісп. Athletic Club de Bilbao) — іспанський футбольний клуб з Більбао (Країна Басків). Разом з «Реалом» і «Барселоною» утворює трійку клубів, які ще жодного разу не вибували з найвищого дивізіону. Вони провели в Прімері всі сезони, з часу її створення 1928 року. Команда відома на весь світ добором футболістів — з 1912 року в «Атлетіку» грали лише баски. Проте в XXI столітті політика клубу щодо відбору гравців дещо пом'якшилася, і відтепер в «Атлетіку» мають право грати й гравці-небаски за умови, якщо вони з дитинства були залучені до дитячо-юнацьких академій та спортивних шкіл баскських футбольних клубів (таких, як «Реал Сосьєдад», «Ейбар», «Алавес» тощо).

## Історія
Історія одного з перших футбольних клубів Іспанії відображає всі періоди існування футболу в цій країні.

### Початки (1892—1913 роки)
Охоплюють період появи футболу на біскайському узбережжі, створення футбольних команд у Більбао. Участь «Атлетіка Більбао» в перших футбольних турнірах Біскаї, започаткування загальноіспанських першостей і перемоги в них. В цей час зароджувалися легенди та віхи баскського футболу.

#### Передісторія
Після нових відцентрових політичних рухів на теренах занепалої Іспанської імперії, наприкінці 19-го століття (опісля Карлітських воєн та послаблення іспанської монархії), постали нові економічні відносини в країні. Біскайський регіон був відомий видобутком залізної руди та глибоководними портами, через які іспанці й баски мали розгалужені зв'язки зі всім світом. Отож футбол, що наприкінці 19-го століття домінував у Британії, завдяки британцям і поширився на Піренейському півострові, найактивніше — саме на біскайському узбережжі.
Віднайдено архівний документ, датований 1892 роком, у якому британець Г. Джонс (H. Jones), що назвався президентом «Club Athleta de Astilleros del Nervión», просив місцеву управу надати йому дозвіл на проведення дозвілля численної групи британців на іподромі «Ламіако» (Lamiako), що поруч села Лейоа (Leioa/Lejona). Британці працювали на всьому узбережжі Біскаю, але найчисленніша громада проживала довкола Більбао. Серед них були шахтарі з північного сходу Англії, сталевари з Уельсу та корабели з Саутгемптона, Портсмута, Сандерленда. Британці на дозвіллі захоплювалися спортивними іграми, серед них футбол був новомодним і найпоширенішим. Вважається, що футбол офіційно з'явився на Піренеях 1892 року, в нього грали англійці-емігранти й моряки на іподромі неподалік Більбао, проте ці ігри не мали системного характеру. А 1894 року в басків уже склалася нова традиція — піти на Ламіако й подивитися англійські забави, відтоді навіть іподром почали називати «Кампа де Аверлі» (Campa de Averly) або «Кампа де лос Інглесес» (Campa de los anglais).
З появою перших футбольних англійських ватаг на узбережжі їхні гравці ділилися досвідом і навчали охочих цієї нової гри. Незабаром до англійців долучилися поодинокі баски, згодом вони згуртувалися й кинули виклик англійським гравцям. Тож 4 травня 1894 року відбулася перша футбольна міжнародна гра на Піренеях — цього дня з'явилася перша баскська футбольна команда, на яку вже давно очікували. Чимало вболівальників зібралися довкола іподрому Ламіако. Гра закінчилася беззаперечною перевагою англійців, які забили 5 голів, а господарі — жодного. Але поразка не засмутила молодих басків, отож уже за кілька років у футбол грали вже на всьому узбережжі Біскайської затоки.

#### Перші футбольні команди басків
На противагу англійському суспільству, на Піренеях спорт та ігри задля відпочинку не були в фаворі: іспанці, баски, каталонці зазвичай культивували спокійно-розмірений, сімейно-осідлий й надмірно релігійний щоденний життєвий цикл, без надмірних фізичних навантажень. Крім мігрантів, лише частина молоді (діти вельмож, торговців та іншої аристократії басків), яка навчалася в англійських школах цивільного будівництва та комерції, привізши звідти нове захоплення (захоплювалися фізичними вправами та фізичною культурою), ділилася спортивним досвідом з однолітками, які навчалися в місцевих школах на узбережжі. Орієнтовно 1898 року молодь Гімназії Самакоіс Більбао дедалі активніше грала в футбол і згодом уже пробувала свої сили на іподромі Ламіако разом із групою басків-спортовців із числа велосипедистів та регбістів, однодумців Хуана Асторкії. Дослідники розшукали кілька імен перших басків-футболістів: Хуан Асторкія Ландабазо, Енріке Гойрі з Більбао, Алехандро Атца з Гечо, брати Іраолагітія, португальці Едуардо Монтехо Арістеґї, Педро Ларраняґа та Луїс Маркес Мармолехо. Невдовзі цій групі спало на думку зорганізуватися й створити футбольну команду-клуб на кшталт англійських і навіть назву взяли на англійський манер — «Атлетік Клуб» (Athletic Club).
Незабаром, 1900 року, в Більбао виник перший повноцінний футбольний клуб, що мав назву «Більбао Футбольний Клуб». Його зачинателем став Карлос Кастельянос — перший, хто привіз до Більбао футбольний м'яч і став першим керівником клубу.
5 вересня 1901 року в кав'ярні Ґарсія була проведена зустріч прихильників команди «Атлетік Клуб», під час якої було встановлено формальніші футбольні й адміністративні правила поміж ними всіма. Офіційно першими засновниками клубу стали 33 його футболісти й прихильники, а Луїс Маркес Мармолехо був обраний першим очільником клубу. Поміж сучасних футбольних істориків точаться запеклі суперечки щодо офіційної дати заснування команди: клуб визнає 1898 рік, але в інших джерелах — 1901 або 1903 роки.
Відтоді обидві згадані команди проводили численні зустрічі в Ламіако. Час від часу вони змагалися з командами емігрантів. Крім того, вдавалися до спортивних вояжів узбережжям затоки, граючи зі щойно сформованими командами тамтешніх містечок. «Атлетік Клуб» і «Більбао Футбольний Клуб» 19 січня 1902 року провели свій перший комерційний матч, тобто вхід був платний — 30 центів або три шилінги. Цей матч знаковий ще й тому, що «атлети» вперше вийшли в біло-синій формі: з'явилися в футболках з двома половинками (блакитною і білою), блакитними шортами й темно синіми гетрами з білою китицею. У тій грі «Атлетік Клуб» переміг «Більбао Футбольний Клуб», забивши 3 голи і пропустивши 2.

#### Іспанська корона у басків
На початку століття в Іспанії набуло актуальності об'єднання країни довкола короля. Так, 1902 року тривіальну подію — досягнення віку зрілості молодого Альфонсо XIII — було відзначено кількома світськими видовищами. Серед спортивних подій вирізнявся весняний турнір з футболу — «Кубок Коронації», що став першим загальнонаціональним футбольним турніром в Іспанії, а для басків-футболістів відтоді починається офіційне футбольне літочислення.
Задля участі у виставковому королівському турнірі, який згодом переріс у славнозвісний «Копа дель Рей», два клуби з Більбао 1902 року утворили збірну команду басків «Біская» (Bizcaya). У Мадриді на «Естадіо де Гіподром» 13 травня 1902 року відбулася перша гра басків в офіційному турнірі (в якому брали участь 5 клубів). Першим суперником виявився барселонський «Еспаньйол», який не зміг нічого протиставити «Біскаї», пропустивши аж 5 голів: по одному забили Хуан Асторкія та Вільям Ллевеллін Даєр з пенальті, а Вальтер Еванс відзначився тричі. Свою першу офіційну й історичну гру баски провели в такому складі: Luis de Arana y Urigüen, Педро Ларраняґа, José A. de Arana, Енріке Гойрі, Рікардо Угальде, Рамон Сільва, Алехандро Де ла Сота, Хуан Асторкія, Вільям Ллевеллін Даєр, Cazeaus y Walter Evans.
Наступну гру провели того ж дня проти нового столичного клубу «Нью Фут-Бол Клуб» (New Foot-Ball Club). Перемога з рахунком 8:1 показала, наскільки відрізнявся клас футболу басків і мадридців (у ті часи). Тож до фіналу турніру, який відбувся 15 травня 1902 року, команда з Більбао підійшла у відмінному ігровому тонусі. Переповнений «Естадіо де Гіподром» побачив дві найкращі команди Іспанії — «Біскаю» і «Барселону». Два голи, забиті Хуаном Асторкією та Казеусом (Cazeaus), принесли перемогу баскам 2:1 і звання першого та єдиного володаря іспанського футбольного трофею – Кубка Коронації.
Невдовзі, повернувшись додому, тріумфатори знову роз'єдналися й виступали в місцевих турнірах чи товариських матчах. Відомо, що «Атлетік» провів два товариських матчі проти «Бурдігала» — 0:4 і 3:1. Одначе економічні негаразди, що насувалися на аматорські команди, підштовхнули обидві команди до офіційного об'єднання. Ймовірно, перемога в королівському турнірі і прискорила злиття цих двох клубів, яке відбулося 29 березня 1903 року (за місяць до початку нового столичного турніру). Назву було залишено — «Атлетік Клуб». Того ж року студенти-баски, які навчалися в столиці країни, утворили філіал свого клубу, якому дали аналогічну назву «Атлетико», що згодом трансформувався в повноцінну команду «Атлетіко Мадрид».

#### Зачинателі «Копа дель Рей»
Коли тріумфатори-баски роз'їжджали Басконією та Іспанією з королівським трофеєм, столичні клуби й функціонери вимагали сатисфакції — спортивного реваншу. Було вирішено знову провести королівський турнір, тепер уже на постійні основі з перехідним кубком. До весни 1903 року всі установчі процедури провели й надіслали запрошення футбольним клубам, хай і нечисленним, тодішньої Іспанії.
На перший Копа дель Рей зголосилися приїхати 4 команди, які й стали зачинателями турніру. Після звитяги «ФК Біская» уже новоствореній команді «Атлетік Більбао» довелося відстоювати титул володаря Кубка Короля. У першій своїй грі вони переконливо обіграли «Футбольний клуб Еспаньйол» (Club Español de Football), забивши їм чотири голи — 4:0.
Цього разу в фіналі, 8 квітня 1903 року, на «Естадіо де Гіподром» їх чекав «Мадрид Ф. К.». Переповнений стадіон побачив видовищну гру, в якій мадридці забили 2 м'ячі, а баски їм відповіли 3 голами й знову заволоділи королівським трофеєм. Другий іспанський кубок здобували: Алехандро Атца, Луїс Сільва, Амадо де Арана і Urigüen, Енріке Гойрі, Джордж Кокран (George Cockran), Мануель Ансоляга, Алехандро Де ла Сот (футболіст), Едуардо Монтехо, Хуан Асторкія, Cazeaux і Волтер Еванс.
Повернувшись до Більбао, футболісти-аматори лише час від часу збиралися на тренування чи товариські матчі. Попри те, що до членства в клубі «Атлетік» приставало чимало басків, їхніх внесків уже бракувало на часті роз'їзди команди, а на тренування й поготів. Критична ситуація назрівала: 15 листопада 1903 року було оголошено про розпуск клубу. Але виручив один із гравців команди — Алехандро Ача, який допоміг відновити спортивну роботу, а відтак на заклик гравців відгукнулися інші меценати й ситуацію виправили.
«Атлетік» 1904 року здобув Кубок Короля, навіть не зігравши жодного матчу. Колізія сталася через неузгодженість між командами й організаторами турніру. Спершу відбувся попередній розіграш між чотирма колективами, перемогу в якому здобув клуб «Еспаньйол Мадрид» (Club Español de Madrid), хоча й перемога була сумнівною (одна гра була зупинена й не дограна, а в другій через суперечності тільки простим жеребкуванням визнали переможцем мадридців). Дізнавшись про лихварські футбольні заходи в столиці, баски подали апеляцію до федерації, яка оперативно зібралася й визнала володарем Кубка «Атлетік». Оскільки він мав зіграти в фіналі, а другого фіналіста зняли з турніру — то «Атлетіку» присудили перемогу.
Такі недоречності в організації та суддівстві турніру призвели до того, що частина команд відмовилися від подальшої участі в турнірі. У 1905 й 1906 роках лише по 3 команди брали участь у розіграші (в одне коло). В обидвох випадках «Мадрид Ф. К.» переміг басків в очній грі й випередив їх у турнірній таблиці — це були перші трофеї майбутніх реалістів. Команда вже 1907 року повернула собі колишню назву — «ФК Біская», після об'єднання з «Уніон Віскайно». І цього разу спільна участь басків привела до успіху: команда перемогла в турнірі й лише в фіналі поступилася легіонерам з «Мадрид Ф. К.».
Наступні роки (1908, 1909) були невтішними як для організаторів турніру (кількість учасників дуже мала — 3—4 команди), так і для басків, які не виставляли свою команду на турнір. Проблеми тривали й 1910-го, коли провели два паралельних розіграші Кубка Короля. Під егідою двох різних асоціацій відбулися колові турніри, в одному з яких перемогли баски з Більбао, а в другому — «Барселона». Та вже з наступного року Копа дель Рей став на нові організаційні рейки й відзначався постійним збільшенням складу учасників, допоки не охопив усю країну. І символічно, що саме в околицях Більбао, на новому стадіоні басків, зачиналася нова ера в Кубку Короля.

#### Батьки-опікуни столичного «Атлетіка»
Футбольні історики стверджують, що команду «Атлетік де Мадрид» було засновано через рік після Кубка коронації, її зачинателями стала група вболівальників-спортсменів спортивного клубу (з Більбао) членів Спеціальної школи гірничих інженерів. Їхня мета полягала в тому, щоб створити компанію, яка діятиме як філія баскського клубу в Мадриді.
Згодом ці члени клубу «Атлетік де Мадрид» стали партнерами «Атлетік Білбао», і, як це було чітко вказано в статуті, складеному в штаб-квартирі товариства Басків-Наварра в Мадриді: дві команди не могли зустрічатися одна з одною, оскільки вони були, безумовно, одним і тим самим клубом.

#### Від Ламіако до Сан-Мамес
З кожним роком популярність футболу на узбережжі Біскаї зростала, додатковим стимулом цьому були успіхи баскських гравців у іспанських турнірах. За перше десятиліття ХХ століття на теренах Країни Басків постало кілька десятків футбольних команд, більш як 10 уже виступали в різних турнірах. Така велика кількість футболістів сприяла зростанню популярності футболу, стадіони під час ігор були переповнені.
Невеличкий іподром у селищі Ламіако вже не міг вміщати всіх уболівальників «Атлетіка», та й добиратися щоразу з Більбао було втратно. Крім того, чимало гравців-іноземців покинули клуб, а в ньому грали лише вихідці з Більбао, які хотіли, щоб родичі та знайомі бачили їхню гру та здобутки. Тому керівництво клубу 1909 року вирішило знайти більший майданчик і поблизу Більбао. Саме тоді став у пригоді стадіон, збудований Товариством промисловців Негурі в районі Холасети. Цей майданчик був більш місткий, ніж іподром Ламайо. Саме там 9 січня 1910 року в грі зі «Спортингом» з Іруна гравці «Атлетіка» вперше одягли червоно-білу смугасту форму.
Стадіону в Холасеті випало провести перший Національний Кубок-чемпіонат Біскаї. В гості до футболістів з Більбао з'їхалися 10 команд зі всього узбережжя та Країни Басків. Три дні безкомпромісних матчів показали зрослий рівень футболу серед басків, а переміг багаторічний фаворит — «Атлетік» (Більбао). До того ж, Холасета мала закриту форму доступу, тобто можна було брати з глядачів квитки за перегляд гри. Визначальним для іспанського футболу став 1911 рік: уперше матчі Кубка Короля пройшли на платній основі, оскільки його фінальна частина була перенесена до містечка Гечо, а саме в районі проживання біскайської знаті Лас-Аренас/Ареета. Ще два роки червоно-білі грали на цьому стадіоні, привертали своїх прихильників до цієї околиці Більбао.
Успішні виступи футбольного колективу з Більбао привертали увагу містян і вони вимагали від управи та керівництва клубу підшукати можливості для постійного перебування команди в їхньому місті. Невдовзі таки було віднайдено такий майданчик, він виявився поруч із Собором святого Мамаса (неподалік від центру Більбао). Щоб облаштувати там футбольне поле та стадіон довелося віднайти 89 000 песет — значну на той час суму. Частину коштів, 50 000 песет, було надано акціонерами клубу та як позику від управи міста, а на решту було оголошено добровільний збір (підписку) серед усіх містян. Багато басків краю відгукнулося на заклик спортовців і зібрали 40 770 песет. Таким чином архітектор Мануель Марія Сміт з 20 січня 1913 року зміг приступати до роботи, а через 7 місяців очам городян постала перша велика спортивна споруда в Більбао (поготів, стала знаковою для міста й всіх басків).
Відкриття стадіону Сан-Мамес відбулося 21 серпня 1913 року. Задля цього було проведено товариський турнір між трьома командами: «Атлетік» Більбао, «Расінг де Ірун» та лондонським «Шеперд Буш». Перші й знакові моменти відкриття були за червоно-білими: Зуазо здійснив перший удар по м'ячу, а Пічічі вдалося забити першого гола на цьому стадіоні. 7000 глядачів були присутніми на відкритті турніру та підтримували свою рідну команду, яка врешті й перемогла.
З тих пір для футболістів та прихильників футболу в Більбао стадіон поруч з собором Святого Мамаса став культовою спортивною спорудою. Чимало змагань, футбольних матчів та інших видовищ проходило на ньому. З роками місцеві вболівальники нарекли своїх улюбленців згідно давньої притчі-легенди пов'язаної із Святим Мамасом і відтоді вони називаються «левами Святого Мамаса».

### «Леви святого Мамаса» фаворити іспанського футболу (1913—1939 роки)
Це були часи становлення футболу в Іспанії як найпопулярнішої спортивної гри, водночас це вважається ера домінування басків у іспанському футболі. Щороку кілька команд з Басконії пробивалися в фінальні змагання різних турнірів й там перемагали, першість Басконії з футболу стала головним футбольним видовищем у країні. Мало не кожний літньо-осінній місцевий фестиваль проходив з участю футбольних команд, одна із запрошених була обов'язково баскська. Тож й не дивно, що провідна команда басків «Атлетік» Більбао була фаворитом усіх турнірів й домінувала майже півстоліття в іспанському футболі. Про що свідчить чимало здобутих трофеїв левами святого Мамаса в часи 1913—1937 років.

#### Епоха Пічічі
Дослідники іспанського футболу починають відлік нової ери баскського футболу з часів коли футболісти з Більбао отримали постійний притулок у рідному місті. Саме 1913 року, за кілька місяців до відкриття стадіону, команда вчергове успішно зіграла в Кубку Короля. Попри те, що турнір того року проводили дві різні асоціації, баски знову всіх перемагали. Відтак фінальна гра, що відбувалася в Мадриді, була поміж двома командами з Басконії: «Атлетік» і «Расінг де Ірун» аж у двох матчах розігрували головний приз короля Іспанії. Гравці з Більбао поступилися своїм одноплемінникам із північного кордону з Францією.
Від нового кубкового сезону всі вболівальники очікували якісних та емоційних ігор, адже відтоді він проводився в новому форматі: команди почали проводити дві стикові гри (у себе на полі й на виїзді) з подальшим виходом до іншого етапу змагань (за кращими показниками). З новим тренером, англійським фахівцем Вільямом Едвіном Барнсом (William Edwin Barnes), команда почала грати яскравіший і розсудливіший футбол: акценти гри змістилися на короткі передачі й силові дії в атаці (завдяки домашнім заготовкам: розіграшам стандартів та штрафних ударів). Барнс упорядкував ігрову дисципліну та скористався наявними талантами в команді, адже в ній грав тогочасний голеадор всієї Іспанії — Рафаель Морено Аранзаді на прізвисько «Пічічі». Яскрава гра Пічічі в нападі: дриблінг, гра на другому поверсі й прицільні удари стали головним фактором домінуючої гри басків в різних турнірах. Відтак Кубок дель Рей 1914 року таки перейшов до Більбао.
Протягом наступних двох сезонів, 1915 та 1916 років, «Атлетік» знову здобуває Кубок Короля. Окрім Пічічі, в команді засяяли Маріо Угарте (Mario Ugarte), Роландо (Rolando), Фелікс Субісаррета (Félix Zubizarreta), Герман Ечебаррія (Germán Echevarría), Альфонсо Гонсалез „Апон“ (Alfonso González «Apón»), Северіно Суазо (Severino Zuazo), Домінго Аседо (Domingo Acedo). Тричі поспіль ще жодна команда не здобувала головний трофей Іспанії. Їх запрошували на матчі з командами з інших країн, представляти іспанський футбол у світі.
Очевидно, що напружений трирічний ігровий графік та випробовування славою стали для гравців команди непереборними і командна гра розладналася. Вони почали поступатися іншим баскським командам, які перемагали їх у локальних місцевих турнірах впродовж 1916—1919 років, відтак і позбавляли їх участі в головному кубку країни.
Новий злет «атлетів» стався в переддень Олімпіади в Антверпені. Перемігши в першості Басконії 1919 року команда представила басків в змаганнях Кубку Короля весною 1920 року. Вибивши фаворитів мадридців і сусідів з Віго, вони вийшли в фінал турніру та програли каталонській «Барселоні». Але впевнена гра басків привернула увагу тренерів збірної Іспанії, які збирали команду на олімпійський турнір. Невдовзі виклик до збірною отримали Хосе Марія Белаусте (José María Belauste), Сабіно Більбао (Sabino Bilbao), Пічічі й Домінго Аседо. Баски й в Антверпені проявили себе — здобули срібні медалі турніру.
Відтак сезон 1921 року став для «червоно-білих» знаковим, адже після олімпійського успіху футбол став ще популярнішим у країні, як і гравці іспанської збірної, особливо її лідери — з Басконії. Впевнено пройшовши регіональні змагання, вчергове перемігши в першості Басконії, футболісти «Атлетіка» таким же чином впевнено пройшли всі етапи Кубку дель Рей і вийшли до його фіналу. Так випало, що перед початком кубкових змагань федерація запропонувала провести фінал сезону 1921 року в Більбао на Сан-Мамесі. Тому «леви святого Мамеса» вийшли на вирішальну гру року на своєму рідному стадіоні. Переповнений стадіон був свідком тріумфу його улюбленців, зокрема свого бомбардира Пічічі, для якого саме ця гра видалася прощальною. 29-річний футболіст неочікувано вирішив податися в рефері, причину він не розголошував, а кількома місяцями пізніше країну сколихнула новина — Пічічі-голеадор помер від тифу.

#### Ера Фреда Пентланда
Наприкінці 1921 року акціонери клубу зманили з Сантандера мандрівного та популярного футболіста-наставника — британця Фреда Пентланда. Цей їх новий напутник на прізвиська El Bombín та Котелок окрім дивних острівних звичок (консервативний погляд на життя, одяг та звичаї), він передавав чимало футбольних премудростей гравцям (адже попрацював в основних футбольних країнах Європи: Англії, Німеччині, Франції та Іспанії, і як з командами так і зі збірними цих країн).
Отримавши в свої руки якісних футболістів, англієць вирішив докорінно змінити стиль гри команди: позбавити її надмірної агресії, натомість розвинути більше технічну складову. Спершу було встановлено обов'язковий режим тренувань та розставлені акценти на тривалішому контролі м'яча шляхом перепасування й коротких передач та награвання різних комбінацій (одні він практикував ще в Англії, другі підгледів у регбі). Як наслідок, команда знову домінувала в усіх турнірах та іграх, і в перші два роки під час свого першого перебування біля керма команди він зміг вивести її у фінал і здобути Кубок Іспанії 1923 року.
Здобуття трофею стало наче підсумком 25-річчя існування клубу, яке відсвяткували 10 червні 1923 року. До Більбао було запрошено команду з найкращих гравців Іспанії — збірну країни. Та навіть найкращі з найкращих: Самора з «Еспаньйола», Самітьєр із «Барселони», Бернабеу з королівського «Мадрида», Гамборена з «Реал Юніон» не встояли під натиском басків й поступилися 2:0. Тим самим підкресливши важливу й головну роль в іспанському футболі від басків, а саме від клубу із 1630 сосіос (членами клубу) і бюджетом 100 000 песет.
Наступні два сезони команда почала пробуксовувати: далася взнаки зміна поколінь та нова баскська зірка-команда із сусіднього містечка — Гетхо, а точніше фешенебельного прибережного району всієї агломерації Більбао. В суперництві двох команд «Атлетіка» з Більбао й «Арени» з Гетхо так й пройшли кілька десятиліть (з 1914 по 1935 роки) в баскському футболі, саме вони й гартували майбутніх переможців першості Іспанії з футболу.
Після невдачі в півфіналі кубка країни в 1924 році та програшу першості багачам з Гетхо, «El Bombín» в 1925 році полишив клуб, перебравшись до інших «атлетів» — столичних, з якими він теж пробивався до фіналу Кубка в 1926 році, але заволодіти ним так і не зумів. Почергово міняючись перемогами з командою «Arenas de Guecho», вони уже вдвох (з 1926 року) представляли Бізкаю у видозміненому Кубку дель Рей. Це вже були повноцінні турніри з 10 іграми на сезон (у деяких команд), що давало ігрову практику всім гравцям. Такий формат турніру привернув увагу вболівальників, переповнені стадіони й ажіотаж довкола матчів і розповіді на перших шпальтах газет — усе це спонукало футбольних функціонерів до якихось кардинальних змін в іспанському футболі.

#### Засновники Ла-Ліги
Як один з перших клубів краю «Атлетік» з Більбао репрезентував басків у всіх виставково-товариських турнірах. Водночас найбільше ігор вони проводили у себе, в Країні Басків, у Регіональному чемпіонаті Біскаї (Campeonato Regional de Vizcaya) та дружніх дербі з місцевими клубами. Лише кілька ігор у Кубку дель Рей вважалися найбільш важливими, як і перемога в ньому. Та популярність футболу набирала обертів: і вболівальники, і очільники команд, і самі гравці потребували більшої кількості ігор з різними суперниками. Новий формат королівського Кубку, з 1926 року, утвердив фахівців в необхідності колового турніру впродовж усього календарного року для футбольних команд Іспанії.
Незабаром Федерація футболу задекларувала проведення повноцінного й тривалого футбольного турніру в межах всієї держави. Восени 1927 року проведено два повноцінних пробних змагання: Турнір Чемпіонів і Ліга Максима. Як багаторічному переможцю серед команд басків «Атлетіку» довелося грати в турнірі 6 чемпіонів. Програвши одвічним суперникам, каталонцям, вони посіли 3-тє місце, ще й пропустивши поперед себе сусідів із Сан-Себастьяна. Попри деякі адміністративні й технічні непорозуміння, ці турніри зібрали позитивні відгуки як серед глядачів, так і серед гравців. Крім того, було домовлено, що участь у загальноіспанському турнірі не відміняє участі команд в регіональних змаганнях.
Тож наступного року функціонери королівської федерації футболу оголосили про проведення повноцінної першості країни, з участю майже 30 команд, розділених на дві групи, з іграми в два кола та обмеженням на легіонерів. «Атлетік» з Більбао як фаворит чемпіонату Біскаї очолював групу з 10 команд, які розіграли звання чемпіона Іспанії. Варто зазначити, що «Атлетік» був не єдиною командою з Країни Басків. Окрім нього, були ще «Реал Уніон», «ФК Аренас» та «Реал Сосьєдад», які також долучилися до створення іспанської ліги у 1928 році, а два роки по тому до них долучився «Депортіво Алавес»). Така кількість біскайських команд спонукала до жартів, що це був «домашній турнір басків зі своїми глядачами». Хоча баски грали наче вдома, та в першому розіграші перемогу святкували каталонці, натомість «Атлетік» знову здобув 3-тє місце.

#### Лідери баскського футболу й кантера
Через чотири роки, в 1929, Фред Пентланд повернувся до Більбао — до команди, що вже звикла грати 30 відповідальних ігор у сезоні, а частина гравців уже були професіоналами. Отримуючи щомісяця зарплату й преміальні за перемоги, вони могли повноцінно віддаватися футболові. Та й клуб кількісно розростався: збільшилася кількість його членів-сосіос, після реконструкції наростили трибуни стадіону, розрослася кантера клубу (існувало уже з десяток молодіжно-юнацьких команд). Попри втрату кубка й третє місце в першій повноцінній першості країни, команда вважалася однією з найсильніших у лізі. Тож Фред знову відлагодив дисципліну в колективі та настояв на повернені до його ігрової схеми в «короткий пас». І вже в грудні 1929 року команда стартувала в другій першості Іспанії. Поволі підступаючи до 1-го місця, вони взимку 1930 року захопили цей щабель турнірної таблиці й нікому ним не поступилися. Відсвяткувавши перший свій чемпіонський трофей, баски того ж добилися у весняному Кубковому турнірі (з квітня по травень:) вони розбили всіх своїх опонентів й у фіналі реваншувалися в мадридського «Реала». Так було здобуто перший в іспанському футболі золотий дубль, його володарями стали баски з Більбао.
Сезон 1930—1931 років знову починався в грудні першістю Іспанії. І знову команду залихоманило: почалося від першого ж матчу-поразки від «Барселони», потім поразки чергувалися яскравими перемога з великою кількістю забитих м'ячів. Команда майже все перше коло йшла всередині турнірної таблиці. І знову, на початку весни баски розігралися: реваншувалися з каталонцями, забивши їм 12 голів в одному матчі; й далі, щоразу виграючи в своїх суперників — вони увірвалися на перше місце. Той сезон вважається унікальним у першості Іспанії, оскільки аж три колективи (баскські) здобули найбільшу й однакову кількість очок, але завдяки великій кількості забитих голів — 73 (на двадцять більше від найближчого конкурента), переможцем визнали «Атлетік» з Більбао. Одразу ж по здобутті чемпіонського титулу команда розпочала громити своїх конкурентів і в кубковому турнірі (який іще вважався головним для країни) і перемогла в фіналі «Бетіс». Таким чином уже другий сезон поспіль баски здобували золотий дубль (перемоги в двох головних турнірах країни), а якщо ще додати перемогу в чемпіонаті Біскаї, то це було незаперечне домінування в іспанському футболі.
Сезон 1931—1932 року фаворити ліги розпочали уже успішніше, одразу ж заволодівши першим місцем у турнірній таблиці, вони не поступалися ним майже до кінця першості, лише за кілька турів до кінця прикрі поразки в баскських дербі (з Сосьєдадом та Гетхо) дали можливість королівському клубові обійти «рожебланкос». Втративши перше місце в чемпіонаті, підопічні Пентланда реваншувалися в Кубку країни. Попри те, що під керівництвом англійця команда здобула чемпіонські дублі у 1930 та 1931 роках та рекордну перемогу над одвічним суперником — розгромила каталонську «Барселону» із рахунком 12:1 — Фред Пентланд покинув Більбао, оскільки пересварився з сосіос клубу та виставив умови підвищення зарплати, на які останні не погоджувалися.
Новим тренером у сезоні 1932—1933 років було обрано баска Патрісіо Кайседо (Patricio Caicedo), який грав до 1918 року в рідному клубі, а потім у Барселоні за «Еспаньйол». Команда знову заграла в яскравий футбол, забиваючи чимало голів у кожній грі й завершивши сезон із 60 забитими м'ячами. Але й цього разу дві прикрі поразки від басків-сусідів стали визначальними: команда знову пропустила поперед себе мадридський «Реал». Довелося реабілітуватися в кубковому турнірі, в якому вони знову перемогли (уже вчетверте поспіль), здолавши саме мадридців у фіналі.
До сезону 1933—1934 років, Патрісіо готувався ретельніше, команда провела кілька виставкових ігор за межами країни й тим самим гравці мали ігрову практику і легше ввійшли в сезон. Уже з перших турів баски захопили лідерство й не поступилися ним нікому, а чимало суперників просто розбивали (забиваючи по 5,7 і 9 голів в одній грі). Знову кілька гравців команди були в числі найкращих бомбардирів ліги. Лише в кубку сталася прикра оказія, жереб звів їх уже в чвертьфіналі із запеклим ворогом — мадридцями: цього разу «реалісти» реваншувалися й потім здобули сам кубок.
Слава про непереможних басків линула футбольним світом, тож клуб піддався на вмовляння різних спортивних ділків і команда з літа 1934 року почала гастролювати країнами й турнірами. Найгучнішим успіхом була їхня поїздка Латинською Америкою, де баски два місяці перемагали місцеві команди в турнірах. Комерційно насичений графік таки дався взнаки: гравці переситилися футболом й сезон 1934—1935 років вони провалили: посівши лише 4 місце в першості країни й вибувши на першій же кубковій стадії. Як наслідок Патрісіо Кайседо розпрощався з командою й повернувся до каталонського «Еспаньйола» (з яким здобув Кубок Іспанії), а потім він потренував ще з десяток іспанських команд (виводячи їх на високий рівень іспанської першості та кубку країни).
До сезону 1935—1956 років команду готував Хосе Марія Олабаррія (Jose María Olabarria). Команда в літній період готувалася до сезону через «гастрольні турніри» (інколи гастролювали аж двома складами). Але вже восени 1935 року довелося збиратися всім, оскільки сосіос клубу переманили до Більбао відомого англійського фахівця, переможця чемпіонату Італії (з «Дженоа») — Вільяма Гарбатта (William Garbutt). Новий тренер зумів захопити своїми ідеями команду, яка з 5 туру захопила лідерство в першості й не поступалася вже нікому — вчетверте здобувши звання Чемпіона Іспанії.
| Сезон | Переможці Прімери — основний склад |
| ----- | --- |
| 1930  | Грегоріо Бласко, Хосе Мугерса, Хосе Кастельяно, Альфонсо Кареага, Хуан Гарісурієта, Роберто Ечебаррія, Лафуенте, Хосе Ірарагоррі, Вікторіо Унамуно, Чіррі II, Гільєрмо Горостіса.              |
| 1931  | Грегоріо Бласко, Хосе Мугерса, Хосе Кастельяно, Хуан Уркізу, Хуан Гарісурієта, Роберто Ечебаррія, Лафуенте, Хосе Ірарагоррі, Бата, Чіррі II, Гільєрмо Горостіса, Луїс Урібе.                   |
| 1934  | Грегоріо Бласко, Хосе Мугерса, Хосе Кастельяно, Леонардо Сілауррен, Херардо Більбао, Роберто Ечебаррія, Лафуенте, Хосе Ірарагоррі, Бата, Чіррі II, Гільєрмо Горостіса.                         |
| 1936  | Грегоріо Бласко, Хосе Мугерса, Анхель Субієта, Ісаак Осеха, Луїс Сабала, Херардо Більбао, Роберто Ечебаррія, Ерменехільдо Елісес, Хосе Ірарагоррі, Бата, Франсіско Гарате, Гільєрмо Горостіса. |

### «Атлетік»— Збірна Басків
Таке поєднання понять прийшло з часів, коли баски-футболісти боролися за свої незалежні ідеали супроти консервативної іспанської спільноти. Особливо це виразилося від часів громадянської війни в Іспанії, коли майже всі баски стали на сторону республіканців і, програвши, змушені були поєднювати свій спротив столиці й в спорті. А вдруге зароджена в часи війни Збірна Басків, була складене більшою мірою саме з гравців «Атлетіка» і це стало тим символічним поєднанням опору іспанській короні від баскського народу та його команди футболістів.

#### «Атлетік» й баскський футбол в часи громадянської війни в Іспанії
Вболівальники та сосіос клубу покладали значні надії на нового тренера та свою команду в наступні роки, але громадянська війна в Іспанії перекреслила всі їхні сподівання. Головний тренер, повернувся до Італії, а чимало гравців пішло воювати, відстоюючи свої ідеали.
Більшість басків підтримали республіканців: одні подалися на фронт, а інші допомагали фінансово. Всій світовій спільноті відомий феномен Збірної Басків з футболу — мандрівної команди, яка своїми виставковими матчами збирала кошти для республіканської армії Іспанії та в шпиталі для поранених. Чимало гравців партизанило в горах, а з захопленням франкістами Басконії вони подалися за кордон, до Франції, де їх і застала 2-а світова війна, і вони вже боролися супроти іншого диктатора — Гітлера. Зрештою, поріділа й кількість сосіос, із 3000 членів клубу залишилося лише 587.
Оскільки громадянська війна тривала три роки, футболісти й уболівальники не забули про улюблену гру: вона стала мало не єдиним легальним видом дозвілля і публічних зібрань спільноти. Існували дві практики застосування футболу: гра перейшла в аматорську форму, тож футболісти спорадично збиралися й спільно з аматорами проводили спаринги та товариські ігри; другим варіантом стали показові товариські ігри між відомими командами і в цих іграх збиралися гроші на потреби армії, добровольців чи лікарень. Дослідники футбольної історії зібрали свідчення про кілька таких футбольних турнірів на території Іспанії, в яких команди з Більбао, Сантандера, Сан-Себастьяна та інших міст проводили благодійні матчі з переповненими трибунами.
Після того, як військовики підкорили республіканську північ, їм доводилося відновлювати інфраструктуру та повертати до звичного життя ті спільноти, а спорт став головним рушієм у цих їхніх намірах. Керівники місцевих адміністрацій заопікувалися спортивними командами, які були до війни, й почали оживляти їх: відшукуючи колишніх гравців у концтаборах чи військових казармах та залучаючи нових гравців. А після перших тренувань уже починали проводити товариські матчі між командами регіонів.

#### Баскська футбольна еміграція
Внаслідок військових дій і гонінь франкістами іспанських республіканців, зокрема басків, які відчайдушно боролися за свою незалежність, частині басків довелося емігрувати з країни й просити притулку в інших краях. Декому з футболістів також довелося податися за межі краю, а частині вдалося знайти себе в спортивних клубах інших країн. Зокрема, Еміліо Альдекоа став головним гравцем «Вулвергемптона» і «Ковентрі-Сіті» й першим іспанським легіонером в Англії.
Чимала частина басків переселилася до Латинської Америки і там у деяких клубах також появилися баски-футболісти.

#### Мандрівна футбольна збірна
За часів громадянської війни в Іспанії набув поширення міф про виникнення й існування футбольної Збірної Басків, яка своєю грою захоплювали глядачів і футболістів на кількох континентах.

### «Атлетік» в часи Каудільйо (1939—1975 роки)
Перемігши в громадянській війні, генерал Франко мусив легітимізувати свою владу в очах іспанської спільноти, він шукав об'єднувальні маркери для суспільства. І спорт, зокрема футбол, вважався одним із таких єднальних видовищ. Урядовці одразу ж по війні заповзялися відродити всі футбольні турніри-змагання на офіційному рівні, навіть заявивши амністію для футболістів, що виступали за протилежну сторону конфлікту.
| Сезон | Переможці Прімери — основний склад |
| ----- | --- |
| 1943  | Раймундо Лесама, Хуан Мієса, Сальвадор Аркета, Роберто Бертоль, Нандо Гонсалес, Хосе Панісо, Антоніо Ортіс, Рафаель Іріондо, Агустін Гайнса, Франсіско Гарате, Тельмо Сарра, Ісідоро Урра, Іхініо Ортусар. |
| 1956  | Кармело Седрун, Хосе Оруе, Каніто, Хесус Гарай, Хосе Магурегі, Фелікс Маркайда, Маурі, Ігнасіо Урібе, Енеко Аріета, Хосе Артече, Агустін Гайнса.                                                           |

### Найкраща кантера збірної Іспанії (1975—2000 роки)
Після послаблення франкістів, наприкінці 1970-х років, національні групи знову почали опиратися метрополії, і їхні спортивні команди відчули додаткову підтримку як уболівальників, так і національних еліт. Від початку 80-х років у Іспанії знову домінували футбольні клуби з Країни Басків. Спочатку дві перемоги а Прімері здобув «Реал Сосьєдад», а потім настала черга «Атлетіка». Вболівальники сподівалися на прогрес їхнього футболу, але ще й довелося побачити й падіння улюбленців з п'єдесталу та початок реформації кантери.

#### Європейське сходження
Підвалини сходження до євротрофеїв для басків закладалися їхніми колишніми корифеями: Рафа Іріондо два сезони (1974—1976) мав змогу докорінно змінити склад, розбавивши його молоддю, а Кольдо Аґірре скористався його напрацюваннями та примножив їх, з 1976 року пробиваючись до фіналів престижних кубкових турнірів та посівши 3-тє місце в першості країни. Аґіре вдалося поєднати сплав ветеранів і молодості кантери: Ірібар — досвідчений капітан команди замкнув ворота на замок, йому допомагали Августин Гусасола, Хосе Марія Ласа, Хосе Рамон Алесанко, Анхель Марія Вільяр, а молоді амбітні Ігнасіо Чуррука, Хав'єр Ірурета, Хосе Марія Аморрорту та Даніель Руїс — розганяли атаки та наводили жах на захисні ланки супротивників як в Іспанії, так і серед європейських клубів. Хлопцям у сезоні 1976—1977 років не вистачило дещиці: щоб здобути головний трофей країни (пропустивши попереду себе «Атлетіко Мадрид» і «Барселону»), в фіналі Кубка Іспанії поступилися лише в серії пенальті «Бетісу», а в фіналі єврокубку лише гол на чужому полі дав змогу «Ювентусу» вивезти Кубок УЄФА з Сан-Мамеса. Це був перший (на жаль, і останній) гучний успіх басків на євроарені.
Наступного сезону (1977-78 роки) команда знову посіла третє місце, але в Європі та кубку були невдачі на початкових стадіях. А вже в 1978-79 роках далася взнаки спортивна втома гравців і команда різко опустилася в турнірній таблиці, але згодом Аґіре вирівняв гру і вони посіли 9-те місце в чемпіонаті Іспанії. Тоді керівництво клубу запросило іноземного фахівця: Гельмут Сенековіч добре зарекомендував себе як тренер збірної Австрії, тому цьому експериментаторові дали шанс попрацювати в Іспанії. Транзит з Мексики до Більбао дав лише 7-ме місце, отож тренер подався до Греції (через Бетіс). Догравати рік і наступний сезон (1980—1981) довелося Іньякі Саєсу, але команду далі лихоманило і 9-те місце в першості — тому підтвердження.

#### Епоха Клементе
Після невдачі Іньяки Саєса керівництво клубу поклало надії на молодого й амбітного Хав'єра Клементе Ласаро, колишнього вихованця «Атлетіка», якому травми не дали проявитися як гравцеві. Для Хав'єра це теж був виклик, управління ж командами нижчих ліг не порівняти з його рідним титулованим клубом. Завдяки нововведенням у тренувальному циклі та молоді з кантери йому вдалося відновити ігрову дисципліну, вирівняти гру команди й безкомпромісні баски (найменше нічийних результатів у лізі) посіли 4-те місце в сезоні 1981—1982 років.
Зате наступний сезон, 1982-83 роки, став тріумфальним: команда здійнялася на першу сходинку турнірної таблиці (вперше від 1956 року), обійшовши одвічних опонентів (роялістів зі столиці країни та каталонців). Відрадно, що посприяв баскам в цьому успіхові їхній попередній тренер Кольдо Аґіре: який зі своєю «Валенсією» в останній грі сезону переміг «Реал» і тим самим відкрив дорогу до чемпіонства баскам. Чимало гравців команди одразу ж запросили до збірної команди країни й вони потрапили на олівець європейських футбольних скаутів. Субісаррета, Нуньєс, Гойкоечеа, Дані та, особливо, Мануель Сарабіа — стали головними зірками басків тогочасся.
Наступний сезон, 1983-84 років, став ще вдалішим: перемога в першості Іспанії та здобуття Кубка дель Рей. В Іспанії знову заговорили про домінування басків у футболі (якщо додати ще попередні успіхи сусідів, сантандерців). А керівництво клубу та й сам Клементе ставили собі амбітніші плани — здобуття європейського трофею. Але на цій ниві їх чекали невдачі, давалися взнаки брак євро-досвіду та виснажлива боротьба в національній першості (зрештою, перше місце вони вирвали в мадридців — по кращій різниці забитих та пропущених м'ячів). Успіх в Кубку країни їм компенсував євро-невдачі.
Натомість два наступних сезони (1984-85 і 1985-86) команда посідала 3-тє місце в турнірній таблиці. Певно, давалися взнаки інтенсивна ігрова практика на три фронти й переманювання найкращих гравців до інших клубів. Через це виникли внутрішні чвари в колективі (якщо ще 1985 року Клементе контролював ситуацію, то 1986 року розпочався конфлікт). Одні гравці підтримали тренера, другі — Мануеля Сарабіа, лідера й диригента атак. Конфлікт перейшов у публічну площину, тож керівництво змушене було втрутитися, але Клементе був непоступливий (оскільки мав авторитет у країні й запрошення від інших клубів). Посеред сезону 1986 року тренер-тріумфатор команди розірвав контракт і довелося терміново запрошувати Іньяки Саєса, який і утримав третю позицію в турнірі. На початку 80-х років ХХ століття були останні тріумфальні сезони клубу, тоді засяяла нова плеяда баскських гравців, зокрема:
| Сезон | Переможці Прімери — основний склад |
| ----- | --- |
| 1983  | Андоні Субісаррета, Сантьяго Уркіага, Хосе Нуньєс, Іньїго Лісерансу, Андоні Гойкоечеа, Мігель де Андрес, Хосе Гальєго, Ісмаель Уртубі, Дані, Естаніслао Арготе, Мануель Сарабіа, Мігель Сола, Хосе Норьєга, Луїс де ля Фуенте.             |
| 1984  | Андоні Субісаррета, Сантьяго Уркіага, Іньїго Лісерансу, Андоні Гойкоечеа, Луїс де ля Фуенте, Ісмаель Уртубі, Мігель де Андрес, Хосе Гальєго, Естаніслао Арготе, Хосе Норьєга, Мануель Сарабіа, Мігель Сола, Хосе Нуньєс, Ендіка Гуррочена. |

#### Період стагнації та зміни в кантері
Відновити мікроклімат у команді й здобути нові рубежі в сезоні 1986-87 років був покликаний ветеран команди та її легенда — Хосе Анхель Ірибар. Проте сталося навпаки: падіння вниз турнірної таблиці та чвари в клубі — все це супроводжувало їх весь сезон. Остаточне 13-те місце поставило хрест на сподіваннях уболівальників та й на тренерській кар'єрі легенди баскського футболу.
Далі впродовж 10 років команду лихоманило: часті зміни тренерів, розпродаж талантів, фінансові проблеми, публічні непорозуміння тощо. Команда не могла ніяк закріпитися у верхній частині турнірної таблиці, безкомпромісність басків уже не приносила їм необхідного результату. Знані й титуловані фахівці нічого не могли змінити: ні Говард Кендел, ні Драгослав Степанович, ні Юпп Гайнкес, навіть повернення Клементе (1990—1991) — не мобілізувало команду. Баски з Більбао борсалися всередині турнірної таблиці, хоча в команді засвітилися відомі на всю країну Хулен Герреро, Ернесто Вальверде, Айтор Каранка, Хосе Анхель Сіганда, які, роками пізніше, прославили басків ще й на тренерському терені.
Примітно, що на цей період припав невеличкий сплеск у команді — саме на 100-річчя її заснування. Керівництво клубу ще кількома роками раніше розпочало масштабні заходи: чимало подій було заплановано, а найголовнішим здобутком мала стати перемога в першості країни. Для цього були задіяні чималі фінансові та адміністративні ресурси. Було придбано кілька відомих басків-футболістів, додано найкращих молодих гравців кантери (не спокусилися обіцянки багатих клубів), повернули успішних ветеранів і всіма ними поставили кермувати французького тріумфатора Луїса Фернандеса, тренера, який своїм авторитетом мав повести гравців до тріумфу. Сезон той був незабутнім: команда погано стартувала й провела чимало часу внизу турнірної таблиці, але далі вони прогресували, увійшли до числа найкращих і все-таки вирвали друге місце (за перше неможливо було боротися, бо «Барселона» на десяток очок випереджала усіх конкурентів). Для клубу й уболівальників це було символічно, що баски ще можуть повернути свою футбольну славу.
Успіх Луїса Фернандеса став знаковим: йому вдалося переконати керівництво, що треба провести зміни в системі кантери клубу, щоби вистояти супроти глобалізації спортивного світу. На докорінні зміни історичних традицій баски не зважилися, водночас було послаблено вимоги щодо запрошення молоді в кантеру (змінено територіальний принцип на національний пріоритет, себто вже запрошували басків до футбольної школи звідусіль), а також дозволено прецеденти щодо басків змішаної національності (метиси тощо). Звичайно, від нововведень швидких результатів не очікували, але команда знову опустилася всередину турнірної таблиці, не давши реформаторові-Фернандесу переконати скептиків у правильності своєї стратегії. І після реформ — знову зміни наставників і гравців команди.

### «Атлетік» у ХХІ столітті (з 2000 року)
У цей період баски продемонстрували контрастний футбол: то перебували на межі здобуття трофеїв, то балансували поруч із аутсайдерами ліги. Тим самим команда то тішила вболівальників, то розчаровувала, але незмінно дотримуючись своїх консервативних традицій (кантери).

#### Криза 2000-х років
Початок ХХІ століття, як виявилося, ознаменував істотну кризу в клубі, за 10 років змінилося 8 головних тренерів команди. Вона то здіймалася на кубкові вершини, то падала долу — на нижні щаблі турнірної таблиці Ла Ліги. 2000 року Хосе Франсіско Рохо, колишнього гравця команди, запросили погамувати анархію Фернандеса, яка вже перекинулася за межі роздягалень. Він лише вирівняв ситуацію, команда закріпилася в десятці ліги й закінчила сезон на 12-му місці. Але вболівальники закарбували нищівні 7:0 у Барселоні, тому керівництво не подовжувало контракту з Хосе Рохо.
У 2001—2003 роках у команди з'явилися два очільники: президент Хав'єр Уріа і тренер-легіонер Юпп Гайнкес. Клуб дійшов до верхніх рядків турнірної таблиці, претендуючи на участь у турнірах УЄФА. У цей відрізок часу німецький тренер поступово омолодив основний склад команди, в якому закріпилися: воротар Даніель Арансубія, Асьєр Дель Орно, Луїс Прієто, Мурільо, Айтор Осіо, Карлос Гурпегі та Франсіско Єсте. Але 9-те і 7-ме місця керівництво не вразили, тож Юпп Гайнкес мусив поступитися місцем своєму помічникові (за ці роки роботи в клубі). Ернесто Вальверде після свого наставника два сезони пропрацював зі своїм колишнім клубом. Команда піднялася на 5-ту сходинку турнірної таблиці, а фахівці відзначали вміло побудовану захисну ланку команди. Як наслідок, уже наступного сезону команда грала в Кубку УЄФА — після тривалої перерви. В 2004—2005 роках «Атлетік» розривався на кілька фронтів (єврокубковий турнір, першість та кубок Короля) і… не витримав. Переконливо перемігши в кваліфікаційній групі УЄФА, вони двічі поступилися «Аустрії» з Відня в 1/16 турніру. Далі були невдачі в кубку та низка поразок у лізі, за які Вальверде й керівництву було прикро і вони розірвали контракт. Хосе Луїс Менділібар вдало підмінив попередника, він трохи стабілізував гру й «червоно-білі» посіли 12-те місце, що дало змогу їм спробувати себе в Кубку Інтертото. Але прикра невдача в перших іграх відбору цього турніру призвела до відставки й цього тренера.
З 2005 року почався період щорічної ротації на тренерському містку. Нічого доброго з того не вийшло. «Атлетік» опускався в турнірній таблиці, а гра була нестабільною та епізодичною. Хосе Луїс Менділібар 2005 року, Хав'єр Клементе в 2005–06 роках, Фелікс Саріугарт 2006 року, Хосе Мануель Еснал в 2006–07 роках довели команду до зони вильоту з Ла Ліги. Щорік «баскські леви» балансували на межі вильоту, а навесні 2007-го лише в останньому турі, перемігши вдома головного конкурента «Леванте» — зберегли прописку в лізі.
Лише з приходом, влітку 2007 року, Хоакіна Капарроса ситуація поліпшилася. У свої перших два сезони він вивів команду з низів турнірної таблиці. Ба більше, в 2008—2009 роках «Атлетік» пробився до фіналу Кубка дель Рей і лише «Барселона» їх зупинила. Відтак футболісти з Більбао, після років регресу знову повернулися до Кубку УЄФА, а з тренером украдено контракт ще на 2 роки. «Червоно-білі» стабільно перебували в 10-ці кращих команд ліги (лише на фініші турнірів опинялася на 11, 13, 9, 6 місцях). В останньому своєму сезоні, в Кубку, їх спинила на 1/16 стадії «Барселона», однак, виборовши 6-те місце, вони знову пробилися до Кубку УЄФА. Але Капарросу, навіть після цього успіху, не довелося знову вивести «Атлетік» на футбольні поля Європи, акціонери клубу вирішили довіритися новим, амбітним «баскським левам» та їхнім обіцянкам докорінно змінити клуб і гру команди.

#### Наш час
З початку ХХІ століття команду «Атлетік» (Більбао) лихоманило: кубкові звитяги чергувалися з падіннями на межу виживання, а команда вже була за крок до вильоту з Ла Ліги. Тому акціонерам клубу спало на думку освіжити весь менеджмент клубу, навернувши до нього колишніх «левів» (відомих колишніх гравців). До керма запросили старожила команди, який пройшов усю її спортивну піраміду (від юного футболіста в кантері до ветерана клубу та його менеджера) — Хосу Уррутіа. Обраний у липні 2011-го, він запросив аргентинця Марсело Б'єлсу в наставники головної команди. Вибір виявився вдалим: уже в першому своєму сезоні команда здивувала прихильників, увірвавшись до двох фіналів престижних футбольних турнірів — Ліги Європи і Кубка Іспанії.
Б'єлса видозмінив тактичні схеми, вимагаючи грати в короткий пас і комбінувати на чужій половині поля, він добивався технічної та ігрової переваги над суперниками і завдяки тому його команда досягала успіхів. Навіть граючи на 3 фронти (Ліга Європи, Ла Ліга, Кубок дель Рей), їм вистачило набрати пікову форму до кінця сезону, лише витрачені емоції на два кубкові фінали трішки розхолодили команду й вона останні ігри догравала (залишившись в 10-ці кращих в Іспанії). По дорозі до єврофіналу команда подолала «Локомотив», «Манчестер Юнайтед», «Шальке 04» і лісабонський «Спортинг», а там їх стрічав мадридський «Атлетіко». Цього разу довелося поступитися місцем переможця молодшим братам з Мадрида. Після успішного сезону вболівальники чекали більшого в 2012—2013 роках, але команда не змогла пробитися до числа майбутніх учасників Ліги чемпіонів від Іспанії та й у кубку зійшли з дистанції швидко. Командна гра розладилася, а чимало ключових гравців, як і тренер, уже думками були в нових клубах. Лідери команди вимагали підвищення зарплат і нових поліпшених контрактів (після успішних сезонів), а керівництво їм відмовило, тому вони догравали сезон до кінця контрактів з намірами піти вільними агентами. Що й сталося, спершу Хаві Мартінес, а потім і Фернандо Льоренте покинули клуб, а за ними й Б'єлса спокусився пропозицією від «Олімпіка» з Марселя.
Наступного сезону (2013-14) надії вболівальників відродилися, бо до керма команди повернувся колишній «лев» — Ернесто Вальверде. Своє друге повернення він ознаменував омолодженням складу (частина гравців відійшла з клубу) й акцентами на агресивній швидкій грі. Кістяк команди й тактика, усталені ще від часів аргентинця, допомогли вдало стартувати в першості й кубкових турнірах. Як наслідок, наприкінці сезону команда прорвалася на 4-ту сходинку в першості Іспанії. Яскраво заграли нові лідери Аріц Адуріс і Андер Еррера, останнього було успішно продано в червні 2014 року за 36 мільйонів євро до «Манчестер Юнайтед».
Сезон 2014—2015 — це омріяний старт (і успішний) у Лізі чемпіонів, стабілізація складу та фінал Кубка Короля. Подолавши «Наполі», команда пробилася в груповий етап Ліги, але досвідчені «Порту» й «Шахтар» випередили басків. Довелося втішатися іграми в Лізі Європи, але ж уже не той командний настрій, тому Вальверде довелося пожертвувати цим турніром заради успішної гри в чемпіонаті й кубку. Задум спрацював, команда підтягнулася в турнірній таблиці й вийшла в фінал кубка, але там програла лідеру першості «Барселоні». Завдяки адміністративним нововведенням у лізі, цей фінал дав змогу команді знову пробитися до євротурнірів. Відрадно, що й кантера клубу також пробилася до Сегунди 2, вперше за 19 років.
Сезон 2015—2016 років розпочався запаморочливо: 14 серпня 2015 року на Сан-Мамеш, «Атлетік» перемагає в Суперкубку Іспанії «Барселону», гучний рахунок 4:0 і хет-трик Арітца Адуріса насторожили всіх футбольних фахівців. Взагалі, то був рік під знаком ветерана Адуріса: підкорення каталонців, запрошення до збірної країни й участь на Євро і, насамкінець, найкращий бомбардир команди й ліги з 36 голами. Йому вдало помагали молоді вихованці клубу Сабін Меріно, Ініго Леку та Іньякі Вільямс, а також Рауль Гарсія та ветеран команди й капітан Карлос Гурпегі, як наслідок команда посіла 5-те місце в першості Іспанії. Та й у Лізі Європи їх у чвертьфіналі спинила лише «Севілья», майбутній переможець турніру.
Сезон 2016—2017 років для Вальверде й команди виявився невдалим: хоча стартували з серії перемог, але подальші поразки в гостях і ранній виліт з королівського кубку (від «Барселони») призупинили їхній поступ. До того ж постійні пересуди щодо майбутнього головного тренера та ключових гравців команди впливали на мікроклімат команди. Якщо в домашніх іграх першості вони набрали 43 очки, то на виїзді лише 20 і команда опинилася тільки на 6-му місці. І лише перемога «Барселони» в Кубку Іспанії дала змогу їм потрапити до євротурнірів наступного сезону. Невдалим виявився і євросезон клубу, спершу були гучні перемоги, а потім прикра поразка від «АПОЕЛ» підсумувала невдачі команди в завершальному, 4-річному, тренерському циклі Ернесто Вальверде, який уже з наступного сезону зійшов на тренерський місток каталонського гранда — «Барселони».
24 травня 2017 року клуб оголосив, наставником «червоно-білих» буде знову колишній гравець команди — Хосе Анхель Сіганда, який успішно себе проявив, тренуючи фарм-клуб «Більбао Атлетік», і з ним підписано дворічний контракт. Новий тренер не міняв тактики попередників, лише ввів точкові ротації гравців основи. Команда знову поволі входила до сезону: зі старту перебуваючи в середині турнірної таблиці, адже головним пріоритетом було поставлено пробитися якнайдалі в Лізі Європи. Кваліфікацію пройшли успішно, подолавши «Динамо» з Бухаресту і стали фаворитом у групі з берлінською Гертою, шведським Естерсундом і Зорею з Луганська. Сутужно граючи у групі, їм таки вдалося пробитися в наступну стадію турніру і, тим самим, компенсувати невдачі в першості країни (де команда підвисає в хвості турнірної таблиці). Початок 2018 року закарбувався ще й масовими вболівальницькими заворушеннями, які спричинили гості з Москви, коли вболівальники «Спарака» тероризували округу довкола стадіону, до і після мачу, внаслідок чого чимало перехожих було травмовано та загинув один поліцейський. Після остаточно вибування з європейського кубку (команда поступилася французькому «Марселю»). Гра ще більше розладналася, команда в останніх 10 турах набрала лише 8 очок і «закріпилася» в нижній частині турнірної таблиці. Відтак, цей найгірший виступ команди за останні кілька десятиліть вважається провальним, тому очільники клубу безсумнівно позбавилися від тренерських послуг колишнього свого гравця - Хосе Анхеля Сіганди.
Сезон 2018/2019 років команда починає з новим тренером: аргентинцем Едуардо Беріссо. Очільники клубу покладають надії на колишнього помічника Марсело Б'єлси, який вже самостійно добився певних тренерських звитяг та попрацював в іспанській першості.

## Атрибути клубу
Як і всі футбольні клуби із давньою історією, в «Атлетіка» з Більбао за цей період склалися чималі традиції й устої, а деякі з них стали атрибутами клубу.

### Назви клубу
Найпершу офіційну назву клубу дали гімназисти Гімназії Самакоіс Більбао, орієнтовно в 1902 році — «Атлетік Клуб» (Athletic Club). Хоч до того, починаючи з 1892 року на теренах Більбао було кілька футбольних ватаг, одна з яких мала назву «Club Athleta de Astilleros del Nervión».
В 1903 році футболісти «Атлетік Клубу» об'єдналися з командою клубу «Більбао Футбольний Клуб» (Bilbao Football Club), задля участі в перших загально-іспанських турнірах. Та команда мала назву «Біская» (Bizcaya) і кілька років вони представляли басків з Більбао на всіх футбольних турнірах, іграх, фестивалях.
З 1907 року в керівництва обох клубів розійшлися дороги, відтоді Більбао мало дві команди «Атлетік Клуб» (Більбао) і «Більбао Футбольний Клуб». Але червоно-білим вдалося закріпитися в еліті іспанського футболу, тоді як вихованці Карлоса Кастелланоса не змогли досягти істотних успіхів. В середині 20-х років через фінансову скруту останні влилися в структуру клубу «Атлетік» і стали її другою командою з видозміненою назвою «Більбао Атлетік».
Загалом, історики футболу занотували кілька офіційних назв клубу (подаються автентичною іспанською мовою та за хронологією):
- «Athletic Club» — 1898—1941;
- «Atlético de Bilbao» — 1941—1965;
- «Club Atlético de Bilbao» — 1965—1971;
- «Athletic Club de Bilbao» — 1971—1977;
- «Athletic Club» — 1977-;

Окрім офіційних назв, клуб з Більбао має кілька найменувань-прізвиськ, які йому надавали вболівальники й суперники. Деякі «прив'язані» до кольорів клубу, деякі мають певне історичне чи територіальне підґрунтя.
Найпоширенішим прізвиськом вважається: «Лос-Леви» або «Леви» (Los Leones/The Lions). Це прізвисько закріпилося відтоді, відколи вони почали грати на стадіоні «Сан-Мамес», який своєю чергою отримав назву через сусідство з церквою Святого Мамеса. Святий Мамес був напівлегендарним раннім християнином, якого римляни кинули на розтерзання до левів, але йому вдалося заспокоїти грізних хижаків і уславитися цим вчинком, ставши святим покровителем Більбао. Відтак, коли поруч церкви постав футбольний стадіон, на якому грали відчайдухи баски в футбол у притаманному їм агресивно-атлетичному стилі — то в народі їх почали називати/асоціювати з тими ж левами, які згодом стали охоронцями святого Мамеса.
«Rojiblancas» — ще одне наймення футболістів і команди «Атлетік», яке закріпилося за ними через консервативну прив'язаність до червоно-білої смугастої форми як основної. Її клуб не зраджує вже понад століття й навіть на гербі клубу вони використали цю кольорову гаму.

### Гімн клубу
За свою історію футбольний клуб з Більбао мав чимало піснеспівів, які надихали вболівальників і футболістів до спортивних звершень, або ж прославляли останніх в їхніх здобутках. Загалом існує три офіційних гімни «Атлетік» (Більбао).
Найперший гімн, написаний в далекому 1903 році, вважається його народним варіантом. Серед уболівальників він має назву «El pasodoble Athletic», оскільки був складений з елементів традиційних окликів басків-пастухів та моряків, які були поставлені на модну в ті часи мелодію пасадобля. Головним елементом клубного заспіву вважався вигук «ЎAupa!», що в перекладі з баскської означає «вперед» та з акцентом на жертовність й гідність.
Пісня, оброблена 1950 року, вважається естрадною варіацією гімну клубу. Слова Гойо Надаля (Goyo Nadal) та музику Тімотео Урренготеа (Timoteo Urrengoetxea) заспівав місцевий естрадний колектив «Los Cinco Bilbainos», а вболівальники підхопили невибагливу і легку фестивальну пісеньку, яка 30 років вважалася піснею «червоно-білих».
Помпезний басконський марш-гімн, укладений відомими баскськими композиторами, з 1983 року обраний офіційним для всього клубу.

### Герб
Більшість біскайських футбольних ватаг початку ХХ століття намагалися перебирати чимало нововведень з Британських островів. Тому атрибутика для них відігравала також важливу роль. Перший логотип був зроблений на кшталт англійської команди з Блекберна, в якої було придбано перший комплект форми: вишиті букви «А» та «С», довкола описані широким кругом синього кольору.
Та починаючи з 1910 року, коли була змінена кольорова гама форми й клубу, стилізована до баскських традицій, було змінено й герб. Керівництво вдалося до історичних аналогій і на своїх футболка вони вишивали шильду з переплетеними буквами «А» та «С», що було стилізацією їхнього прапора: червоно-білого смугастого полотнища й шильдою-віконечком у лівому куті абревіатурою «А» та «С»
Геральдична шильда-щит, наближена до традицій басків, була введена в 1922 році, згодом її форма трішки видозмінювалася, а з 1975-го вона має остаточний варіант — в одних випадках рівнобедреного трикутника, а в інших бедра трикутника трішки опуклої форми. Але найбільших змін зазнали абревіатури, аж поки не закріпилося написання на верхньому широкому контурі назви «Athletic», а на переломі шильди «Bilbao».
Саму трикутну шильду було розмежовано діагоналлю на дві частини. Нижня складалася з червоно-білих смужок. А верхня увібрала знакові історичні символи для басків і Більбао (уперше — 1922 року). З герба міста почерпнули міст і церкву Сан-Антон (San Antón), а також вовків з могутньої родини Аро, які з 1300 року були біскайськими вождями й засновниками самого Більбао. З герба Біскаї взяли дерево Герніки (Guernica) та хрест Сан-Андрес (Cruz de San Andrés).

### Кольори клубу
Щодо кольорів клубу, то існують кілька легенд, кожна з яких має своє фактичне підґрунтя. На світанку існування клубу баскські футболісти-аматори грали в довільній формі, або позичали її в англійських ватаг. Спершу то були недорогі й поширені всюди білі майки, білі шорти та чорні гетри. На початку століття вони вже мали свою постійну форму, а з 1909 року вони отримали новий комплект форми, який уподобали гравці й уболівальники. Відтоді ось уже більш як сторіччя клуб не змінив своїх кольорів, відповідно й команду тепер часто називають «rojiblancas» (червоно-білі).
Перший постійний ігровий комплект форми для клубу подарував (орієнтовно в 1902—1903 роках) місцевий комерсант Хуан Мозер. Це були розполовинчасті біло-сині футболки, сині шорти та біло-сині гетри, які він придбав, імовірно, в Блекберні. За кілька років форма зносилася, тому гравці шукали, як поновити її.
Історики футболу розповідають легенду від 1910 року: молодий студент з Більбао на ім'я Хуан Елордуй (Juan Elorduy) святкував Різдво 1909 року в Лондоні й зголосився придбати для одноплемінників комплект нової форми, але так і не зміг знайти відповідних кольорів (біло-синіх). Переймаючись, що судно повернеться до Більбао без презенту, Елордуй зметикував, що кольори місцевої команди «Саутгемптон» збігалися з кольорами міста Більбао, тож він придбав 50 сорочок у саунтгептівців. Добравшись до Більбао, він передав їх у клуб, дирекція одразу ж пристала на його пропозицію змінити одну смугасту форму на другу, тільки вже червоно-білу. У футбольних звітах минулого дослідники відмічають, що з 1910 року «Атлетик» уже постійно грав у смугастій червоно-білій формі. Перший зафіксований матч відбувся 9 січня 1910 року, коли вони зустрілися на щойно відкритому стадіоні «Амуте» (Amute) зі «Спортинг де Ірун». Від тих часів незмінно баски грали в смугастих червоно-білих футболках, червоних шортах та чорних гетрах.
Як відомо, Елордуй привіз 50 комплектів форми, тож коли до басків звернулися їхні студенти-баски, що навчалися в Мадриді й там мали свою команду, щоби посприяти в придбані форми — їм і передали 25 інших комплектів. Відтоді молодіжне відділення басків, назване «Атлетико», так і грає в червоно-білій формі (тільки смужок зазвичай більше). Недоброзичливці в Мадриді кепкували над ними, називаючи їх «матрацниками», оскільки тоді в моді у столиці були матраци в червоно-білі смуги. Звідси пішла ще одна легенда щодо кольорів клубу, за якою, саме закупивши цієї матрацної матерії, керівники клубу пошили форму для команди. Принагідно, на ті часи, з 1905 року тільки одна команда в Іспанії грала в такій кольоровій гамі — «Спортинг де Хіхон» (Sporting de Gijón).
За усталеною тепер традицією форма «rojiblancas» виглядає так: червоні смужки на білій футболці (зазвичай 4-5 смужок, як спереду так і ззаду), чорні шорти та червоні гетри, іноді використовували футболки в три широкі смужки. Час від часу дизайнери робили невеличкі кольорові видозміни/модернізації: зеленого, синього, а зрідка сірого, червоного, гранатового та апельсинового кольорів. А ось найпам'ятнішою для вболівальників Іспанії та всього світу стала форма 1960—1970 років: це були чорні футболки, чорні шорти й червоно-білі гетри. З 200 років, враховуючи історичні віхи, в клубі було ухвалено рішення дотримуватися традицій: головна форма команди — червоно-біла (смугаста), запасний комплект — дотриманий у синьо-білій гамі, виставковий комплект — чорний.
За всю історію існування клубу «Атлетік» керівництво замовляло форму в кількох відомих виробників: найбільше в «Adidas» — 10 сезонів, а потім «Kappa» — 9 років. З 2001 по 2009 рік клуб розробив свою власну марку спортивного одягу, під назвою «100% Athletic», пізніше її перепрофілювали для укомплектування кантери (підготовчих шкіл) і як сувенірний бренд. «Атлетик» був одним з останніх великих клубів, які не носили логотипа спонсора на своїх футболках. Лише з сезону 2004—2005 років, на прохання уряду Країни Басків, клуб погодився на біло-червоно-зелений логотип «Еускади» в іграх Кубку УЄФА та Копа-дель-Рей. Відтоді команда вряди-годи укладає спонсорські контракти з національно спрямованими баскськими компаніями, задля їх популяризації в країні та світі.

### «Сан-Мамес» і перші стадіони клубу
Якщо в перші десятиліття свого існування клубу «Атлетік» довелося поневірятися по кількох стадіонах, то потім вони осіли на одному, й більш як сто років незмінно на ньому приймають своїх суперників та тішать уболівальників футболу. Хронологія виступів баскської команди на домашніх аренах (подається автентична назва іспанською мовою та роки виступів):
- «Campo de Santa Eugenia», Гечо — 1898—1901;
- «Campo de Lamiako», Лейоа — 1901—1910;
- «Campo de Jolaseta», район Neguri в місті Гечо — 1910—1913;
- «Estadio de San Mamés», Більбао — 1913—2013;
- «Nuevo Estadio de San Mamés», Більбао — 2013-

## Склад команди
Станом на 11 липня 2025
| №  | Поз. | Нац.    | Гравець           |
| -- | ---- | ------- | ----------------- |
| 1  | ВР   | Іспанія | Унаї Сімон        |
| 2  | ЗХ   | Іспанія | Андоні Горосабель |
| 3  | ЗХ   | Іспанія | Даніель Вівіан    |
| 4  | ЗХ   | Іспанія | Айтор Паредес     |
| 5  | ЗХ   | Іспанія | Єрай Альварес     |
| 6  | ПЗ   | Іспанія | Мікель Весга      |
| 7  | НП   | Іспанія | Алекс Беренгер    |
| 8  | ПЗ   | Іспанія | Ойан Сансет       |
| 9  | НП   | Гана    | Іньякі Вільямс    |
| 10 | НП   | Іспанія | Ніко Вільямс      |
| 11 | НП   | Іспанія | Альваро Джало     |

| №  | Поз. | Нац.    | Гравець                  |
| -- | ---- | ------- | ------------------------ |
| 12 | НП   | Іспанія | Горка Гурусета           |
| 15 | ЗХ   | Іспанія | Іньїго Лекуе             |
| 16 | ПЗ   | Іспанія | Іньїго Руїс де Галаррета |
| 17 | ЗХ   | Іспанія | Юрі Берчіче (капітан)    |
| 20 | ПЗ   | Іспанія | Унаї Гомес               |
| 21 | НП   | Марокко | Мароан Саннаді           |
| 23 | ПЗ   | Іспанія | Мікель Хаурехісар        |
| 24 | ПЗ   | Іспанія | Беньят Прадос            |
| 28 | ПЗ   | Іспанія | Пейо Каналес             |
| 32 | ЗХ   | Сенегал | Адама Бойро              |
|    | ПЗ   | Іспанія | Роберт Наварро           |

## Статистика
За свою чималу історію (понад 100 років) команда та її гравці вигравали як командні, так і індивідуальні трофеї. Історики футболу провели належні дослідження та склали ґрунтовні статистичні дані.

### Досягнення команди

#### Виступи в баскських турнірах
Спершу «Атлетік» брав участь у різних місцевих змаганнях і виставкових іграх. Коли, врешті-решт, на узбережжі Біскаї назбиралося повноцінних 5—10 команд вони зорганізувалися й почали проводити колові турніри, які надалі стали чемпіонатом Біскаї. Загалом команд у першості Біскаї було небагато (до 7, як якого року) та й у кубку Іспанії вдвічі більше — тож команда з Більбао встигала грати в кількох турнірах одночасно (в місцевому та загальнодержавному).
- Чемпіонат Півночі (регіональний) (Campeonato Regional del Norte/Iparraldeko Eskualdeko Txapelketa) — 5 перемог за період 1913—1922 років — 1913–14, 1914–15, 1915–16, 1919–20, 1920–21;
- Чемпіонат Біскаї (регіональний) (Campeonato Regional Vizcaíno/Bizkaiko Herrialde Txapelketa) —12 перемог за період 1923—1940 років — 1922–23, 1923–24, 1924–25, 1925–26, 1927–28, 1928–29, 1930–31, 1931–32, 1932–33, 1933–34, 1938–39, 1939–40;
- Кубок Васка (Copa Vasca) — 1 перемога — 1935.

#### Виступи в іспанських змаганнях
Як тільки в Іспанії почали проводити футбольні турніри на рівні всієї країни, команда басків «Атлетік» стала одним із їх зачинателів. Особливо в перші десятиліття вони були фаворитами турнірів (першості та кубку).
- Чемпіонат Іспанії — 8 разів чемпіони — 7 разів здобули срібні медалі — 1929–30, 1930–31, 1933–34, 1935–36, 1942–43, 1955–56, 1982–83, 1983–84;
- «Копа дель Рей» — 24 разів володар — 15 разів фіналіст — 1903, 1904, 1910, 1911, 1914, 1915, 1916, 1921, 1923, 1930, 1931, 1932, 1933, 1943, 1944, 1944–45, 1949–50, 1955, 1956, 1958, 1969, 1972–73, 1983–84, 2023–24;
- Суперкубок Іспанії — 2 рази володар — 3 рази фіналіст — 1984, 2015, 2020;
- «Кубок Еви Дуарте» — 1 раз володар — 1950; 1 раз фіналіст — 1945;
- Перший іспанський футбольний турнір «Кубок Коронації» — 1 (перший і єдиний володар — 1902).

#### Виступи в єврокубках
Команда футболістів з Більбао успішно представляє Країну басків у європейських футбольних турнірах:
- Участь у турнірах УЄФА — 31 (станом на сезон 2015/16)
  - 5 розіграшів Ліги чемпіонів / Кубку Європейських чемпіонів
  - 17 розіграшів Ліги Європи / Кубка УЄФА
  - 2 розіграші Кубку УЄФА
  - 6 розіграшів Кубку Ярмарків
  - 1 розіграш Кубку Інтертото

#### Командні спортивні віхи
- Сезони в Ла Лізі — всі;
- Перше місце в Ла Лізі — 8 разів;
- Найгірший результат в Ла Лізі — 17-е місце (один раз);
- Підсумковий результат в рейтингу Ла Ліґи — 5-е місце;
- Здобуток в Лізі чемпіонів УЄФА / Кубку Європейських чемпіонів — півфінал (1957);
- Здобуток в Лізі Європи / Кубку УЄФА — Друге місце (1977, 2012);
- Участь у турнірах УЄФА — 31 (станом на сезон 2015/16).

### Індивідуальні здобутки
Здобуті трофеї та визнання фаворита іспанського футболу пов'язані насамперед з успішною грою футболістів команди та роботою її тренерів. Чимало з них ставали відомими як в Іспанії, так і поза її межами.

#### Тренери головної команди
За більш як столітню історію клубу «Атлетік» на його тренерському посту перебували фахівці з різних країн, одначе найбільше було басків. Колишні гравці клубу мали стартовий майданчик для своїх наставницьких експериментів і становлення своєї тренерської кар'єри.
| - Шеферд (Mr.Shepherd): 1910—1911 - Вільям Барнс (William Barnes): 1914—1916, 1920—1921 - Бартон (Mr.Burton): 1921—1922 - Хуан Арсуага (Juan Arzuaga): 1921—1922 - Фред Пентленд: 1921—1927, 1929—1933 - Ральф Кірбі (Ralph Kirby): 1925—1926 - Максімо Ройо (Maximo Royo): 1925—1926, 1928—1929 - Ліппо Герцка (Lippo Hertzka): 1926—1928 - Патрісіо Кайседо (Patricio Caicedo): 1933—1935 - Хосе Марія Олабаррія (Jose María Olabarria): 1935—1936 - Вільям Ґарбатт (William Garbutt): 1936 - Періко Бірічінага (Periko Biritxinaga): 1938—1939 - Роберто Ечебаррія (Roberto Etxebarria): 1939—1940 - Хуан Уркізу (Juan Urkizu): 1940—1947 - Генрі Джон Беджі (Henry John Bagge): 1947—1949 - Хосе Ірарагоррі (Jose Iraragorri): 1949—1952,1964-1965 - Антоніо Барріос (Antonio Barrios): 1952—1954 - Фердинанд Даучик: 1954—1957 - Бальтазар Альбеніс (Baltasar Albeniz): 1957—1958 - Мартім Франсіско (Martim Francisco): 1958—1960 - Хуан Антоніо Іпінья (Juan Antonio Ipiña): 1960—1962,1964 - Анхель Субієта (Angel Zubieta): 1962—1963 - Хуан Отшонтесана (Juan Otxoantezana): 1963—1964 - Агустин Гаїнса: 1964—1968 - Рафаель Іріондо (Rafael Iriondo): 1968—1969, 1974—1976 - Ронні Аллен: 1969—1971 - Сальвадор Артігас (Salvador Artigas): 1971—1972 - Мілорад «Мічел» Павич: 1972—1974 |  | - Кольдо Аґірре (Koldo Agirre): 1976—1979 - Гельмут Сенековіч (Helmut Senekowitsch): 1979—1980 - Іньякі Саєс (Iñaki Sáez) 1980—1981, 1986, 1991—1992 - Хав'єр Клементе: 1981—1986, 1990—1991, 2005—2006 - Хосе Анхель Ірибар: 1986—1987 - Говард Кенделл: 1987—1989 - Хосе Франсіско Рохо (Jose Francisco Rojo): 1989—1990, 2000—2001 - Хесус Арангурен (Jesus Aranguren): 1992 - Юпп Гайнкес: 1992—1994, 2001—2003 - Хав'єр Ірурета: 1994—1995 - Хосе Марія Аморрорту (José María Amorrortu) 1995, 1996 - Драгослав Степанович (Dragoslav Stepanović): 1995—1996 - Луїс Фернандес: 1996—2000 - Ернесто Вальверде: 2003—2005 - Хосе Луїс Менділібар: 2005 - Фелікс Саріугарт: 2006 - Хорсе Мануель Еснал: 2006—2007 - Хоакін Капаррос: 2007—2011 - Марсело Б'єлса: 2011—2013 - Ернесто Вальверде:2013—2017 - Хосе Анхель «Куко» Сіганда: 2017—2018 - Едуардо Беріссо: 2018 - Гаїска Гарітано: 2018—2021 - Марселіно: 2021 — н. в. |

#### Відомі гравці
Футбольний клуб «Атлетік» відомий на весь світ своєю традицією добору гравців до команди — це тільки вихідці з їхнього краю, Басконії. Отож баскська кантера випустила тисячі молодих вихованців, найталановитіші з них, граючи в своїй рідній команді, стали відомими на весь футбольний світ. Більша частина з них виступала за збірні команди своєї країни.
- Хосе Рамон Алесанко
- Рафаель Алькорта
- Агустин «Бата» Арана
- Фернандо Амореб'єта
- Енеко Арієта
- Хосе Марія Белаусте
- Даніель Руїс Басан
- Агустин «Піру» Гаїнса
- Іон Андоні Гойкоечеа
- Гільєрмо Горостіса
- Хулен Герреро
- Карлос Гурпегі
- Айтор Каранка
- Раймундо Перес Лесама
- Біксант Лізаразю
- Фернандо Льоренте
- Хосе Луїс Панісо
- Рафаель Морено Пічічі
- Рафа Іріондо
- Пабло Орбаїс
- Роберто Мартінес Ріподас
- Хуліо Салінас
- Андоні Субісаррета
- Унай Еспосіто
- Андоні Іраола
- Хосе Ірарагоррі
- Хосе Анхель Ірібар
- Хав'єр Ірурета
- Ернесто Вальверде
- Тельмо Сарра
- Кармело Седрун
- Сантьяго Уркіага
- Ісмаель Урсаїс
- Андер Еррера
- Хосеба Ечеберрія
- Хаві Мартінес
- Ікер Муніаїн
- Аріц Адуріс

#### Старожили клубу
Станом на 8 лютого 2022
| #   | Прізвище                         | Роки кар'єри | Загалом ігор | Матчі в лізі | Кубкові ігри | Виступи на євроарені | Інші офіційні матчі |
| --- | -------------------------------- | ------------ | ------------ | ------------ | ------------ | -------------------- | ------------------- |
| 1.  | Хосе Анхель Ірибар (Iribar)      | 1962–1980    | 614          | 466          | 93           | 49                   | 6                   |
| 2.  | Хосе Франсиско Рохо (Rojo)       | 1965–1982    | 541          | 414          | 87           | 34                   | 6                   |
| 3.  | Хосеба Ечеберрія (Etxeberria)    | 1995–2010    | 514          | 441          | 41           | 26                   | 2                   |
| 4.  | Андоні Іраола (Iraola)           | 2003–2015    | 510          | 406          | 56           | 46                   | 2                   |
| 5.  | Августин Гаїнса (Agustín Gaínza) | 1939–1959    | 489          | 380          | 99           | 6                    | 4                   |
| 6.  | Ікер Муніаїн(Iker Muniain)       | 2009-н.ч.    | 483          | 370          | 48           | 61                   | 4                   |
| =   | Хосе Ору (José Orúe)             | 1950–1968    | 483          | 391          | 74           | 16                   | 2                   |
| 8.  | Айтор Ларразабал (Larrazábal)    | 1990–2004    | 445          | 390          | 37           | 18                   | –                   |
| 9.  | Каніто (Canito)                  | 1948–1963    | 440          | 354          | 76           | 6                    | 4                   |
| 10. | Хулен Герреро (Guerrero)         | 1992–2006    | 430          | 372          | 41           | 15                   | 2                   |

#### Найкращі бомбардири в історії клубу
| #  | Прізвище                                     | Роки кар'єри                  | Всі голи (матчі) | Голи в Лізі | Кубкові голи | Голи на євроарені | Голи в інших турнірах | Ratio |
| -- | -------------------------------------------- | ----------------------------- | ---------------- | ----------- | ------------ | ----------------- | --------------------- | ----- |
| 1  | Тельмо Сарра (Telmo Zarra)                   | 1940–1955                     | 338 (354)        | 252         | 81           | -                 | 5                     | 0,95  |
| 2  | Дані (Daniel Ruiz Bazán)                     | 1974–1986                     | 199 (403)        | 147         | 37           | 11                | 4                     | 0,49  |
| 3  | Хосе Панісо (José Panizo)                    | 1938–1955                     | 173 (406)        | 136         | 36           | -                 | 1                     | 0,42  |
| 4  | Аріц Адуріс (Aritz Aduriz)                   | 2002–2003 2006–2008 2012–2020 | 172 (407)        | 118         | 16           | 34                | 4                     | 0,42  |
| 5  | Енеко Аріета (Eneko Arieta)                  | 1951–1966                     | 162 (300)        | 128         | 30           | 4                 | -                     | 0,54  |
| 6  | Августин Гаїнса (Agustín Gaínza)             | 1939–1959                     | 148 (489)        | 117         | 30           | 1                 | -                     | 0,30  |
| 7  | Гільєрмо Горостіса (Guillermo Gorostiza)     | 1929–1940                     | 147 (187)        | 110         | 37           | -                 | -                     | 0,78  |
| 8  | Агустін Сауто Арана (Agustín Arana Bata)     | 1929–1936                     | 142 (156)        | 108         | 34           | -                 | -                     | 0,91  |
| 9  | Хосе Артече (José Artetxe)                   | 1950–1965                     | 137 (350)        | 107         | 24           | 5                 | 1                     | 0,39  |
| 10 | Ісмаель Урсаїс Аранда (Ismael Urzaiz Aranda) | 1996–2007                     | 128 (419)        | 115         | 12           | 1                 | -                     | 0,30  |

Найвлучніші футболісти клубу в кожному сезоні чемпіонату Іспанії:
- 1929: Рамон де ла Фуенте Леаль — 12
- 1930: Гільєрмо Горостіса — 20
- 1931: Агустін Сауто Арана — 27
- 1932: Агустін Сауто Арана — 13[85]
- 1933: Агустін Сауто Арана — 15
- 1934: Хосе Ірарагоррі — 17
- 1935: Агустін Сауто Арана — 17
- 1936: Агустін Сауто Арана — 21
- 1940: Вікторіо Унамуно — 20
- 1941: Вікторіо Унамуно — 10
- 1942: Тельмо Сарра — 15
- 1943: Тельмо Сарра — 17
- 1944: Тельмо Сарра — 12
- 1945: Тельмо Сарра — 19
- 1946: Тельмо Сарра — 24
- 1947: Тельмо Сарра — 34
- 1948: Хосе Луїс Панісо — 18
- 1949: Тельмо Сарра — 22
- 1950: Тельмо Сарра — 24
- 1951: Тельмо Сарра — 38
- 1952: Венансіо Перес Гарсія — 16
- 1953: Тельмо Сарра — 24
- 1954: Енеко Аріета — 12
- 1955: Енеко Аріета — 18
- 1956: Хосе Луїс Артече — 15
- 1957: Фелікс Маркайда — 10
- 1958: Хосе Луїс Артече — 14
- 1959: Армандо Меродіо, Ігнасіо Урібе — 14
- 1960: Аріета — 18
- 1961: Аріета — 9
- 1962: Агірре, Аріета — 10
- 1963: Менчака — 8
- 1964: Аріета — 9
- 1965: Аріета II — 12
- 1966: Ормаса — 14
- 1967: Аргойтія — 11
- 1968: Уріарте — 22
- 1969: Естефано, Уріарте — 7
- 1970: Субіага — 11
- 1971: Уріарте — 7
- 1972: Уріарте — 12
- 1973: Ласа, Рохо — 7
- 1974: Гісасола, Ласа — 5
- 1975: Карлос Руїз Ерреро — 19
- 1976: Даніель Руїс — 14
- 1977: Даніель Руїс — 16
- 1978: Даніель Руїс — 20
- 1979: Даніель Руїс — 13
- 1980: Даніель Руїс — 21
- 1981: Даніель Руїс — 17
- 1982: Мануель Сарабіа — 13
- 1983: Даніель Руїс — 18
- 1984: Мануель Сарабіа — 9
- 1985: Даніель Руїс, Хуліо Салінас — 8
- 1986: Мануель Сарабіа — 7
- 1987: Мануель Сарабіа — 11
- 1988: Педро Уральде — 15
- 1989: Педро Уральде — 13
- 1990: Педро Уральде, Лорен — 6
- 1991: Ернесто Вальверде — 14
- 1992: Хосе Анхель Сіганда — 10
- 1993: Хосе Анхель Сіганда — 17
- 1994: Хулен Герреро — 18
- 1995: Хулен Герреро — 13
- 1996: Хулен Герреро, Хосе Анхель Сіганда — 9
- 1997: Хосе Анхель Сіганда — 17
- 1998: Хосеба Ечеберрія — 11
- 1999: Ісмаель Урсаїс — 16
- 2000: Хосеба Ечеберрія — 10
- 2001: Ісмаель Урсаїс — 10
- 2002: Ісмаель Урсаїс — 16
- 2003: Хосеба Ечеберрія — 14
- 2004: Франсіско Єсте — 11
- 2005: Ісмаель Урсаїс — 12
- 2006: Аріц Адуріс — 6
- 2007: Аріц Адуріс — 9
- 2008: Фернандо Льоренте — 11
- 2009: Фернандо Льоренте — 14
- 2010: Фернандо Льоренте — 14
- 2011: Фернандо Льоренте — 16
- 2012: Фернандо Льоренте — 17
- 2013: Аріц Адуріс — 14
- 2014: Аріц Адуріс — 16
- 2015: Аріц Адуріс — 18
- 2016: Аріц Адуріс — 20
- 2017: Аріц Адуріс — 16
- 2018: Рауль Гарсія — 10
- 2019:Іньякі Уільямс — 12
- 2020: Рауль Гарсія — 15
- 2021: Алекс Беренгер — 8

#### Індивідуальні спортивні віхи
За всю історію існування команди «Атлетік», чимало його гравців здобували індивідуальні трофеї-відзнаки, а деякі з цих нагород носять прізвища колишніх гравців команди з Більбао.
Найголовніші індивідуальні трофеї, здобуті «левами Мамаса»:
Трофей Пічічі (Pichichi Trophy) —12 разів: 1930, 1931, 1932, 1940, 1945, 1946, 1947, 1950, 1951, 1953, 1968, 1975;
Трофей Самори (Zamora Trophy) —6 разів: 1930, 1934, 1936, 1941, 1947, 1970;
Трофей Амберес (Amberes Trophy) —2 рази: 1953, 1959;
Трофей Мартіні і Россі (Martini&Rossi Trophy) —1 раз: 1956.

### Дербі та конфлікти
Понад сорок мільйонів іспанців, які проживають у країні, ніколи вам не скажуть, що вони іспанці, а казатимуть: «Я — каталонець», «Я — баск», «Я — галісієць». Іспанія розділена на регіони, комунідад аутонома, іменовані автономними співтовариствами, кожне з цих співтовариств, по суті, позиціонує себе як країна в країні. Жителі Іспанії не вважають себе єдиною спільнотою, і в країні превалює регіональна самосвідомість. Тому й не дивно, що будь-які змагання-суперництва поміж представниками різних етнічних регіонів супроводжується не тільки спортивним суперництвом, а й політичним і патріотичним складником. Саме на цій особливості постав іспанський уболівальницький рух та сучасні політико-спортивні дербі між футбольними клубами Іспанії.
Ще одним важелем конфліктності в іспанському футболі стають тривалі суперечності щодо приналежності гравців тій чи іншій команді. Зазвичай це конфлікти поміж сусідськими клубами (територіально), або ж внаслідок якогось гучного переходу гравця зі стану однієї команди до іншої. Фінансові чинники та вболівальницька експресія ще більше підкидають хмизу в огонь суперечки, внаслідок чого команди/клуби на довгий час стають непримиренними опонентами.

#### Конфлікти з наварцями
Регіон Наварра територіально межує із Країною Басків, тож там також розселилося чимало баскських родин. Деякі з їхніх юнаків досягали певних успіхів в футболі, граючи за місцеві команди. Згодом на них накинули оком гранди іспанського футболу, і «Атлетік» насамперед. Якщо на зорі становлення футболу наварські команди не мали можливостей претендувати на місця в еліті іспанського футболу, то згодом, з середини ХХ століття, у них появилися шанси закріпитися в Ла Лізі. Але ці періоди були короткотерміновими, оскільки їхніх кращих гравців одразу ж переманювали сильніші клуби, а менеджмент та вболівальники робили з того трагедію, звинувачуючи грандів та сусідів у своїх невдачах.
Такого типу найгучніший конфлікт між «Атлетіком» та «Осасуною» з Памплони. До початку 2000-х років суперечки між басками і наварцями були випадковими й нетривалими, хоч гравців з Наварри в стані «левів святого Мамаса» було чимало, зокрема: У відповідь деякі із басків наприкінці своєї кар'єри переходили до стану наварців й догравали з ними не один сезон. Та наприкінці ХХ століття, «Осасуна» утвердилася в Ла Лізі, тож керівництво та вболівальники покладали надії на здобуття якихось спортивних трофеїв. Але команді не вдавалося цього добитися, й головною причиною назвали скупку наварських талантів грандами. Найбільше негативу перепало «Атлетіку», адже наваррські баски насамперед мріяли та бачили себе в стані головної команди басків, і за покликом їх менеджменту одразу ж налаштовувалися на переїзд до Більбао.

## Клубна інфраструктура
Уже за ери свого становлення клуб «Атлетік» з Більбао взяв на озброєння кращі взірці ведення футбольного господарства. Заснований сосьос і приналежний їм «Атлетік», має акціонерну складову, від початку було вирішено відмовитись від залежності від котрогось одного спонсора чи власника. Відтоді тільки акціонери клубу) на загальних зборах чи через своїх представників вирішують найважливіші питання в управлінні клубу.

### Юридично-офіційна складова
Відповідно до свого Статуту «Атлетик Клуб» є приватною неприбутковою асоціацією, що має свою юридичну особу і яка, будучи приписана до Федерації футболу Басків (Federación Vizcaína de Fútbol), має за свою соціальну мету — сприяння та здійснення всіх видів спортивної діяльності, зокрема й футболу. Його існування та дії регулюються Законом про спортивну діяльність № 10/1990 від 15 жовтня та Законом про спорт у Басконії № 14/1998 від 11 червня, а також решта необхідних правил, включаючи правила та положення Національної ліги, і, зокрема, Статутом «Атлетик Клубу».

#### Розташування/адреса
- Офіційна назва — «Athletic Club» (Атлетік Клуб);
- Адреса — Ibaigane, Alameda Mazarredo, 23 — 48009 Bilbao[90];
- Телефон — 94 424 08 77 та 94 424 08 78; Fax: 94 423 33 24;
- Офіційний вебсайт: www.athletic-club.eus [Архівовано 4 квітня 2021 у Wayback Machine.]
- Офіційна фейсбук-сторінка: Athletic Club [Архівовано 20 червня 2020 у Wayback Machine.]
- Офіційний твітер: @AthleticClub [Архівовано 19 січня 2021 у Wayback Machine.]
- Офіційний Youtube-канал: TV AthleticClub [Архівовано 4 січня 2021 у Wayback Machine.]
- Офіційний аккаунт у Тік-Ток: @athleticclub [Архівовано 7 січня 2021 у Wayback Machine.]
- Офіційний аккаунт в LinkedIn: Athletic Club

#### Фінансові чинники
- Кількість членів клубу — 44.560;
- Бюджет на сезон 2016-17 років (членські внески й інші інвестиції) — 95.879.400 євро;
- Кількість офіційних фанатських спільнот — 444;
- Бюджет — € 99497700 (станом на сезон 2015/16);
- Бюджет на сезон 2016-17 років (членські внески й інші інвестиції) — 95.879.400 євро;
- Прибуток від ТБ — € 71000000 (станом на сезон 2016/17).

#### Стадіон
- Назва — «Сан-Мамес»;
- Адреса — Felipe Serrate s/n[91];
- Експлуатація стадіону ведеться на основі партнерських договорів із управою міста Більбао:
  - «Athletic Club» Член Корпоративної угоди «San Mamés Barria, S.L.»
  - «Athletic Club» орендар стадіону та всєї інфраструктури в «San Mamés Barria, S.L.»
- Параметри поля — 105 x 68 метри;
- Тренувальний центр — «Athletic Club's Installations» — Garaioltza 147 — 48196 Lezama (Bizkaia).

#### Керівництво
Рада директорів клубу складається з:
- Президента: Жозу Уррутія;
- Віце-президента: Хосе Анхель Коррес;
- Секретаря: Хав'єр Алдазабал;
- Казначея: Ізаскун Ларріета;
- Бухгалтера: Альберто Урібе-Ечеваррія;
- Віце-секретаря: Джон Муньос;
- Члени правління: Рамон Алькорта, Жанар Андрінуа, Хуан Арана, Елая Гангоіті, Хоакін Гаратеа, Ізаскун Кортайярена, Йоланда Лазаро, Борха Лопес, Лаура Мартінес, Сільвія Мюріель, Ігнасіо Палаціос-Уерта.

Крім того, існує ще структура менеджменту:
- Керуючий директор: Джон Берасатегі;
- Генеральний секретар: Хуан Ігнасіо Анібарро;
- Директор із спортивних змагань: Хосе Марія Аморрорту;

#### Президенти клубу
Від заснування клубу його очільників обирали на загальних зборах членів клубу. Така вибірна структура давала змогу тримати фінансовий баланс без надмірних втрат чи появи «брудних» грошей від великого капіталу. Майже всі президенти були відомими фінансистами-комерсантами в краї чи Більбао, всі вони були баскського походження. З початку ХХІ століття члени клубу змінили стратегію, почали обирати в президенти відомих осіб з числа колишніх «червоно-білих», зокрема футболістів.
| - 1900-1901 Луїс Маркес Мармолехо (Luis Marquez Marmolejo); - 1902-1903 Хуан Асторкія Ландабазо (Juan Astorkia Landabaso); - 1903-1906 Енріке Гонсалес де Караґа (Enrique González de Kareaga); - 1908-1910 Альберто Зарраоа Ґасаґа (Alberto Zarraoa Gazaga); - 1910-1911 та 1917-1919 Педро Астігарраґа Амезола (Pedro Astigarraga Amezola); - 1911-1917 Алехандро Де ла Сота (Alejandro De la Sota); - 1919-1921 та 1923-1926 Рікардо Ірезабал Готі (Ricardo Irezabal Goti); - 1921-1922 Ернесто Буржо Арана (Ernesto Bourgeaud Arana); - 1922-1923 Хосе Марія Вілаллонґа Медіна (José María Vilallonga Medina); - 1926-1929 Мануель Де ла Сота Абурто «Тсанка» (Manuel De la Sota Aburto «Txanka»); - 1929-1933 Мануель Кастелланос Жаке (Manuel Castellanos Jaquet); - 1933-1935 Хосе Марія Олабаррія (José María Olabarria); - 1935-1943 Луїс Касахуана Куріель (Luis Casajuana Curiel); - 1943-1946 Роберто де Артехе Ангуло (Roberto de Artetxe Angulo); - 1946-1950 Хосе Марія Ларреа Уррутія (José María Larrea Urrutia); | - 1950-1959 Енріке Гузман Мартінес (Enrique Guzmán Martínez); - 1959-1965 Хав'єр Прадо Уркійо (Javier Prado Uquijo); - 1965-1968 Хуліо Егускіза Ечабе (Julio Eguskiza Etxabe); - 1969-1973 Фелікс Орая Сан Мартін (Félix Oraá San Martín); - 1973-1977 Хосе Антоніо Егідасу Алленде (José Antonio Egidazu Allende); - 1977-1982 Хесес Марія Дунабетія Відаль (Jesús María Duñabeitia Vidal); - 1982-1990 Педро Ауртенетче Віньєгра (Pedro Aurtenetxe Viñegra); - 1990-1994 Хосе Хуліан Лерчунді Ларраурі (José Julian Lertxundi Larrauri); - 1994-2001 Хосе Марія Аррате Ллоса (José María Arrate Llosa); - 2001-2003 Хав'єр Урія Ечебаррія (Javier Uria Etxebarria); - 2003-2004 Ігнасіо Угартече (Ignacio Ugartetxe); - 2004-2006 Фернандо Лакіміс Ґарай (Fernando Lamikiz Garai); - 2006-2007 Ана Уркійо Елорріаґа (Ana Urkijo Elorriaga); - 2007-2011 Фернандо Гарсія Макуа (Fernando García Macua); - 2011- Жозу Уррутія (Josu Urrutia). |

### Спортивна інфраструктура
Упродовж усього існування клубу «Атлетік Більбао» його керівництво розвивало інфраструктурні проєкти задля основної мети — успішного функціонування головної команди «Атлетік» та всього клубу.

#### Команди
- «Атлетік» — головна команда клубу «Атлетік Більбао», виступає в найвищому рівні іспанського футболу «Ла Лізі», репрезентує футбол Країни басків в євротурнірах та товариських іграх. Фаворит й багаторазовий чемпіон першості басків, кількаразовий чемпіон Іспанії, володар Кубка дель Рей, Суперкубка Іспанії.
- «Більбао Атлетік» (Bilbao Athletic) — друга команда клубу «Атлетік Більбао», в якій грають молоді гравці команди задля набуття ігрової практики і виступає, зазвичай в лігах нижчого рангу. Офіційно заснована 1964 року, хоча й до того клуб епізодично формував такі додаткові команди для обкатки молоді та догравання ветеранів і давав їм можливість виступати в нижчих лігах під своїм патронатом.
- «Атлетік Більбао (жіночий)» — (Athletic Femenino (women))" — жіночий футбольний клуб «Атлетика», заснований 2000 року, з 2002 року представляє клуб басків в жіночих футбольних турнірах та іграх. Незмінний учасник та фаворит першості Іспанії з футболу серед жінок (5 разів 1 місце, 3 рази 2 місце, 5 разів 3 місце). Команда базується в містечку Лейоа, за 10 кілометрів від Більбао, час від часу експлуатує спільну з чоловіками тренувальну базу Лезама (принаймні дві юнацькі (кантера) команди там тренуються).
- «Атлетік Більбао (кантера)» (Athletic cantera (youth)) — молодіжний склад клубу «Атлетік Більбао», сформований з гравців, юнаків, які навчалися в кантері (школі футболу) «Атлетіка», задля їх якісної інтеграції в наступні по рангу команди клубу. Команда репрезентує клуб в усіх молодіжних турнірах: як в Іспанії так і в європейських змаганнях. проводить навчальні та виставкові товариські турніри. Незмінний учасник й фаворит юнацьких Кубків Іспанії. Заснована 1970 року й базується на тренувальній базі клубу в Лезама.

#### Стадіони
- Ламіако (Lamiako) — перший спортивний майданчик[93] на якому проводив свої ігри «Атлетик», експлуатувався на умовах оренди в управи Більбао та поселення з 1901 по 1910 роки.
- Холасета (Jolaseta) — другий спортивний майданчик[94] на якому проводив свої ігри «Атлетик», експлуатувався на умовах оренди в управи Більбао та поселення з 1910 по 1913 роки.
- Сан-Мамес (San Mamés) — головна домашня арена клубу «Атлетик Більбао», експлуатувалася на умовах оренди в управи Більбао, а потім спільного використання з 1913 по 2013 роки.
- Сан-Мамес (оновлений) (San Mamés) — оновлена домашня арена клубу «Атлетик Більбао», експлуатується на умовах концесії спільно з управою Більбао з 2013 року.

#### Тренувальний центр
Лезама (Lezama Facilities) — тренувальна база та академія клубу «Атлетік Більбао», міститься за 10 кілометрів від Більбао в поселенні Лесама. Відкрита 1971 року і на її територію згодом перенесли архітектурну пам'ятку — купол зі стадіону Сан-Мамес. На базі навчаються та проживають юнаки та дівчата від 12 до 17 років, відповідно там існують команди всіх цих вікових категорій. Діти навчаються не лише футболу — це на кшталт дитячих таборів чи англійських приватних шкіл Англії.
Тренувальний і навчальний цикл триває впродовж року, з кількома вакаціями. Тренувальний процес забезпечений усім необхідним реманентом та навчальними посібниками. Сама база складається з численних тренувальних майданчиків та інфраструктурних підрозділів для забезпечення її життєдіяльності та самого клубу:
- Стадіон Lezama Facilities, вміщує 2500 місць, який є домашнім стадіоном для «Більбао Атлетік», «Атлетік Більбао (кантера)»;
- 4 трав'яних футбольних полів;
- 3 штучних футбольних полів;
- 1 міні-поле зі штучним покриттям;
- Сервісний центр зі спортзалом;
- Гуртожиток готельного типу для проживання юних футболістів;
- Школа для навчання;
- Прес-центр;
- Медична амбулаторія.

#### Філіали
- «Басконія» (CD Basconia) — баскський футбольний клуб з міста Басаурі, в провінції Біскайя. Клуб заснований 1913 року, домашні матчі проводить на стадіоні «Лопес Кортасар», що вміщає 8 500 глядачів. У Примері команда ніколи не виступала, найкращим результатом є 5-е місце в Сегунді в сезоні 1958/59. З 1997 року стала резервною командою «Атлетика»[95].

### Спонсори
Футбольний клуб «Атлетік» з Більбао, вважається національною гордістю басків, тому вони принципово не наносили жодних логотипів чи назв спонсорів команди на своїх футболках чи на стадіоні. Лише з участю команди в європейських турнірах та корпоративною домовленістю в першості Іспанії акціонери дозволили присутність логотипів спонсорів на стадіонних рекламних щитах. Натомість у газетах, поліграфії та на футболках і сувенірах реклама була заборонена.
Лише через сотню років, на прохання уряду Країни Басків клуб погодився, з сезону 2004—2005 років, на розміщення біло-червоно-зеленого логотипу «Еускади» на своїх футболках в іграх Кубку УЄФА та Копа-дель-Рей. Відтоді вони час від часу підписують спонсорські контракти із національно-спрямованими баскськими компаніями чи відомими світовими корпораціями, задля їх популяризації в країні та світі:
- головні спонсори: «Bilbao Bizkaia Kutxa», «Castore»;
- офіційні спонсори: «Igualatorio Médico Quirúrgico», «San Miguel», «Euskaltel», «Kirolbet Apuestas Deportivas», «B the travel brand», «Coca-Cola».

## Кантера
Першими гравцями клубу були іноземці-мігранти та студенти. З часом захоплення футболом охопило всю Басконію, тому побільшало місцевих футболістів, які, поволі, витісняли легіонерів зі складу команди. Останні іноземці покинули клуб в 1912 році, а після цього тільки баски по крові виступають у складі біло-червоних. Це й називається політикою «Кантери» — своєї футбольної академії, випускники якої і складають фундамент футбольного клубу (народжені в іспанській Країні Басків). Майже століття не змінювалися умови відбору гравців, лише наприкінці ХХ століття керівництво послабило вимогу, вважаючи тепер, що будь-який баск по крові може грати за «Атлетик», навіть якщо він не народився в Країні Басків або не виховувався в клубній академії.

#### Зародження Кантери
На початках існування клубу в ньому грало кілька англійських мігрантів та й тренували його переважно зачинателі футболу — англійці. Згодом англійців меншало, а гравців басків більшало, тож акціонери клубу почали вимагати ставити на товариські й офіційні ігри своїх представників — басків. Крім того, будучи фаворитом і постійним переможцем різних футбольних змагань, вони зіткнулися з негативною тенденцією: супротивники почали запрошувати чимало іноземців до себе в команди — аби лише перемогти басків, особливо цим вирізнялися столичні команди і «Барселона». Керівництво клубу неодноразово загострювало увагу засновників футбольних турнірів на питанні підставних футболістів-легіонерів. Оскільки футбол у ті часи базувався на непрофесійних засадах (окрім Англії), то баски ніяк не могли достукатися до упорядників змагань щодо дотримання паритетних правил від своїх суперників. Тоді їм випало на своєму прикладі показати перспективи розвитку власної кантери (відбору гравців по національно-територіальних ознаках до команди й до її молодіжного складу). Останньою краплею, що підштовхнула басків до зміни стратегії, стало публічне обвинувачення від сусідів-басків, представників клубу «Реал Сосьєдад», які заявили, що «леви» домагаються успіху суто за рахунок «іноземців» (хоча в команді в 1910 році грало не більше 2—3 англійців).
В результаті у 1912 році сьомий президент клубу з Більбао Алехандро Де ла Сота проголосив непублічну, але незаперечну настанову: «виступати за „Атлетік“ мають право тільки баски, які народилися і виросли на території провінцій Біскайя, Гіпускоа, Алава, Наварра і французькій частині Еускаді (Країни Басків)». Відтоді, хто б керував «левами святого Мамаса» і хай у якій важкій ситуації перебував клуб, цього закону дотримувалися неухильно, ба більше, були часи, коли до команди брали лише басків з Біскаї та Гіпускоа.
Тож, коли останні іноземці покинули клуб в 1912 році, на їхнє місце вже не шукали легіонерів — виросла молода й перспективна плеяда баскських футболістів, а керівництво вишукувало тільки басків зі всієї Країни Басків до своєї команди — цю відмінну селекцію вболівальники назвали «кантера».

#### Кантера супроти Франко
Кантера виникла на хвилі баскського національного відродження на початку ХХ століття, яке підкріплювалося зростанням економіки та самосвідомості народу й виходом на лідерські позиції представників Країни Басків у політиці та економіці Іспанії. На ранній стадії розвитку футболу в Іспанії «Атлетік» став незаперечним фаворитом. Успіхами клубу баски пишалися, отож підтримка клубу, активне вболівання стало легальним способом вираження баскських національних ідей. Коли ж 1936 року баски проголосили республіку Еускаді, вперше за всю історію існування басків оголосили власну державу, яка, однак, припинила існування вже влітку 1937 року — національна гідність і світогляд піднялися в басків до найбільших меж. Але, на противагу тому був іспанський диктатор Франсиско Франко, який нехтував усім цим і навіть переслідував, відтак баски переживали важкий період: був узятий державний курс на їх асиміляцію, а одне тільки використання національної символіки оголошувалося злочином.
Попри те, що за часів диктатора Франко будь-які національні поступи придушувалися, та супроти спортивного суспільного руху його деспотія не могла нічого вчинити. Навіть перейменування головного клубу на іспанський манер, загубилося поміж головних поступів команд з Басконії, зокрема «Атлетика». До кантери з кожним роком записувалося дедалі більше молоді, матчі команди і навіть юнацьких складів відвідувало чимало басків-уболівальників. Тоді Франко вдався до жорсткіших заходів —забороні піддавалося і правило, за яким тільки уродженці Країни Басків можуть грати в команді, але баски цього правила не дотрималися: у Більбао й далі грали лише «свої». У відповідь на такий крок за наказом диктатора були заарештовані і відправлені у заслання більшість гравців «Атлетіка», але, попри це, залишалися ентузіасти, віддані своїй справі, які й зберігали вірність клубу, не даючи йому втратити свою самобутність. Згодом відновився набір молоді в команду, а результатом цієї роботи стало здобуття чемпіонського титулу в 1943 році й чотирьох Кубків Іспанії.
Франко міг воювати на своїй території та публічно, але в прихованій війні та ще й зі всім народом — у нього не виходило, баски щораз щось та вигадували. Але коли закортіло виставляти спортивні команди Іспанії на світових спортивних форумах, довелося звернути увагу на баскських спортсменів, зокрема футболістів. А коли виявилося, що баски становлять більшу частину гравців у спортивних командах (футбол, регбі, волейбол та інші) чиновники Франко усвідомили, що у цьому непокірному краї росте й виховується спортивне лице всієї країни й надалі жодних санкцій до клубу застосовано не було. Таким чином баски здобули чергову свою перемогу, тільки тепер уже над режимом Франко. Ну і наймення — справа принципу. Тому було повернуто назву «Athletic Club de Bilbao»: без «о» на кінці, та й англійське «th» в середині.

#### Кантера— візитівка «Атлетіка» й кузня талантів збірної Іспанії
Іронія долі, баскський націоналізм посприяв різкому скачку в рівні іспанського футболу, ще з 20-х років головна збірна команда Іспанії більш як наполовину складалася з вихідців з біскайського узбережжя. Так на Літніх Олімпійських іграх 1920 року з 21 гравця збірної Іспанії 14 були басками. Потім була громадянська війна в Іспанії та Світова війна, але це не змінило ставлення басків до футболу, з 50-х років ХХ століття чимало гравців «Атлетика», за багаторічною традицією, спробували себе у збірній Іспанії, а з молодіжної команди клубу ще більше виконавців пройшло горнило юнацьких збірних Іспанії, бували роки коли майже вся основа юнацької збірної складалася з юнаків, що тренувалися в Лезамо. Дослідники іспанського футболу відзначають — «Атлетик» виростив для національної збірної більше гравців, ніж будь-який інший клуб, відтак, у вболівальницькому колі за «левами святого Мамаса» укорінилося наймення — кузня талантів для збірної.
По смерті Франко й послабленні його режиму, баски не відмовилися від своїх традицій й продовжили педантично комплектувати команду зі своїх одноплемінників. Але аби кого в «Атлетик» не запрошували - гравець, що носитиме червоно-білу футболку, обов'язково повинен був мати баскські корені і бажано щоби він пройшов всі щабелі в кантері «Атлетика». В академію в Більбао намагалися звозити з довколишніх країв всіх талановитих молодих хлопців і перетворювати їх в зірок. Самі хлопчаки, котрі переїжджали, з 1971 року, до тренувального центру Лезама, знали, що при належному ставленні до справи там з них виростять справжніх футбольних воїнів і доведуть до головної команди Басконії. А найуспішніші матимуть змогу себе проявити у збірній команді країни.

#### Французькі послаблення
Майже всі тренери басків з Більбао погоджувалися на політику баскської кантери й навіть пишалися тим, що вони є наставниками такої самобутньої команди. Та з приходом французького фахівця Луїса Фернандеса той почав апелювати до глобальних світових спортивних тенденцій й наполягав на послабленні суворої політики добору гравців до академії футболу клубу. Крім того, він наполіг на придбанні французького баска Біксанта Лізаразю, чия самовіддана гра в команді захопила вболівальників, а згодом і суперників. Наступного року його контракт викупив світовий гранд футболу — мюнхенська «Баварія». Шляхом свого титулованого співвітчизника пішов другий в історії «левів» французький баск — Емерік Ляпорт. Тільки йому довелося пройти майже всіма сходинками футбольної кар'єри в клубі «Атлетік».
Пристойно заробивши на перепродажі французького баска, акціонери клубу таки погодилися на пропозиції управлінців клубу та Луїса Фернандеса й додали до положення про Кантеру клубу додаткові пункти, що стосувалися потрапляння до академії юних басків з-за меж Країни Басків (іспанської): ними вже могли стати як баски за кров'ю зі всіх усюд, так і народжені в Басконії наполовину баски, які спробували свої сили в інших баскських клубах-академіях і своїм талантом впали в око селекціонерам «левів святого Мамаса». Уже від 2000 року в молодіжній і юнацькій кантерах з'являлися юнаки-баски зі всіх країв, куди було занесло баскське плем'я. Деякі з них заявили про себе в інших командах клубу та юнацьких збірних країни.

#### Реформація кантери від Фернандо Макуа
Нестабільна гра команди на початку ХХ століття й падіння до зони вильоту спонукали керівництво клубу шукати першопричини цієї ситуації та шляхи виходу з неї. Тодішньому очільнику клубу, Фернандо Макуа спало на думку, що саме політика кантери — одна з причин невтішних результатів команди. До визначальних зборів акціонерів клубу передувала масова інформаційна кампанія (вказувалися прізвища Гаїски Мендьєти, Дієго Форлана та інших гравців, з якими вели розмови про перехід до клубу, але ті через сувору політику кантери не потрапили до команди), яка й принесла свої результати. Звичайно саму кантеру не скасували, бо це вже фундаментальна традиція клубу. Натомість ввели до неї кілька поправок, які істотно видозмінили суть добору молоді до футбольної академії басків і головної команди краю.
Фернандо Макуа в 2007 році ввів кілька принципових настанов::
- правило № 1 - ти баск. Найпростіше правило для того: щоб потрапити в кантеру місце народження абсолютно не важливо — важлива національність;
- правило № 2 - ти маєш баскські корені. Інтернаціональні шлюби — річ яка часто зустрічається уже з кінця ХХ століття і Макуа це врахував. Якщо претендент на прийняття в клуб має хоча б одного з батьків-басків — ласкаво просимо. В окремих випадках ще й розглядається варіація: якщо дідусь футболіста був баском — від коренів нікуди не втечеш;
- правило № 3 — ти народився/виріс в Країні Басків. За яким хлопчак будь-якої національності матиме змогу грати за червоно-білі кольори: досить народитися в будь-який з провінції Країни Басків, будь то на півночі Іспанії або півдні Франції. Або ж вирости в Країні Басків і бути інтегрованим в баскську культуру;
- правило № 4 — ти займався в будь-який футбольній школі Країни Басків мінімум 3 роки. Це умова зустрічається рідше за інших. Тут національність теж ролі не грає, досить зіграти впродовж 3-ох років у футбольній школі Еускари і, ясна річ, дорости до рівня першої команди. Здебільшого під це правило потрапляють іспанці, які народилися поруч з Країною Басків.

Втішений підтримкою акціонерів і невеличким поголосом про клуб, Макуа вирішив зробити ще й концептуальні зміни, вже просто скасувати самі принципи баскської кантери. Макуа провів голосування про відмову національної політики взагалі, але 75 % опитаних віддали перевагу вильоту до Сегунди, де «леви» ніколи не бували.

#### Кантера і расова сегрегація
Попри те, що від часів економічного зросту Біскаї (початок ХХ століття) сюди прибуло чимало мігрантів, зокрема й з Африки та Латинської Америки, місцеві спортивні клуби-команди їх сторонилися. Тому в середовищі вболівальників за басками закріпилося означення команди з расовою сегрегацією. Лише на початку ХХІ століття, баски підпали під «французькі впливи» і було пом'якшено політику «кантери».
Але аж сто років по заснуванню команди, 2009 року, в ній появився перший темношкірий футболіст. Ним виявився Хонас Рамальо (Jonas Ramalho) — анголо-баскського походження юнак, який так і не зумів закріпитися в основному складі команди. 2014 року, в матчі проти «Кордови», в основному складі «Атлетіка» вийшов другий за весь час чорношкірий футболіст — Іньякі Вільямс (Iñaki Williams). Іньякі, ганського походження, народився і виріс він саме в Країні Басків, пройшов всі щабелі дитячо-юацької академії й став зіркою молодіжного складу і, невдовзі, закріпився в основній команді та стартував у самій збірній Іспанії.
Поява в складі «Атлетика» з Більбао темношкірого гравця, та ще й не баска, остаточно знівелювала закиди щодо расової сегрегації в баскських командах. Лише категоричні вболівальники відслідковують щоби управлінці клубу не відносилися формально до їх традицій-настанов кантери. А останні, вже віднайшли нових й майбутніх темношкірих зірок клубу, що пробують себе в академії на Лезама: малієць Юсуф Діара та колумбієць Дебі Очоа

## Баскські ультрас
«Атлетік» — більше, ніж просто команда, це частина життя Більбао і всієї Країни басків, символ їхньої волелюбності й боротьби за незалежність. Про феномен «Атлетіка» знають сотні мільйонів людей у всьому світі й навіть тих, хто не цікавляться футболом. За більш як столітню історію «Атлетік» здобув багато футбольних трофеїв і провів чимало цікавих матчів. Уболівальники клубу закарбували цікаві події за ці всі роки, а статисти-дослідники футбольної історії занотували ці факти й оприлюднили їх у своїх виданнях.

### «Атлетік»— символ баскського націоналізму

#### Перші прихильники і члени клубу
Ще від свого заснування команда «Атлетік Більбао» стала символом баскського націоналізму. Зароджені в часи, коли спортивні клуби формувалися за національно-класовою ознакою і, незважаючи за приплив іммігрантів до індустріальної Біскаї, вони стали наче візитка басків тогочасся. Коли модна британська забава дісталася до Більбао, тут в розпалі була боротьба за незалежність — і нова команда просто не могла собі дозволити запрошувати до себе ворогів (іспанців, каталонців чи андалузців). Принцип «будь-який свій краще будь-якого чужого» царює в Більбао і понині, до нього з повагою ставляться вболівальники всіх іспанських та світових футбольних команд. Баскський націоналізм ґрунтується на трьох китах: своя історія, своя мова і своя культура, і в басків у футболі ті ж принципи: своя історія, своя мова і своя культура (як уболівання, так і гри команди).
Клуб здавна асоціюється з баскською націоналістичною партією (БНП), заснованою в 1895 році, оскільки дехто з членів цієї партії були ще й членами клубу «Атлетік». Родина Де ла Сота, фундатори й спонсори баскського націоналізму делегували до клубу своїх найкращих синів: Алехандро Де ла Сота. Найвагомішою ознакою та спрямування клубної роботи й ініціатив тих часів став Хосе Антоніо Агірре — футболіст «баскських левів» в 20-х роках ХХ століття і член БНП, який в 1936 році став першим обраним баскським президентом.
Консервативність акціонерів — членів клубу, їхні революційно-самостійницькі позиції не сприймалися ні столичними командами та футболістами, ні урядовцями Іспанії, ні навіть спільнотою країни (особливо її центру та півдня). Але вони вперто впроваджували свою лінію: кантера, відмова від іспанської реклами, гімн басків, опозиційність до франкістів та ультраправих угруповань, акцент на своїх вихованців як серед футболістів, так і управлінців. Клуб постійно підтримував національно спрямовані рухи: громадські ініціативи, фестивалі, концерти й окремих представників. Самі ж баски гучні й численні перемоги своїх улюбленців також сприймали як національне досягнення. Отож в іспанському суспільстві й за його межами сформувалася чітка асоціація футбольного клубу «Атлетік» з Більбао — із символом баскського націоналізму.
Символічно, що саме 15 днів по смерті диктатора Франко, 5 грудня 1975 року, на стадіоні Святого Мамаса гравець «Атлетіка» Ірібар і гравець «Реалу Сосьєдад» Кортабарріа (Cortabarria) в місцевому дербі вийшли на поле, тримаючи в руках заборонений Баскський прапор.
Маючи чималий досвід боротьби за незалежність, прихильники «Атлетіка» підтримують будь-який рух за незалежність, що відбувається на планеті Земля: вони й до Шотландії на референдум з'їздили, і до Каталонії. Тому й сталася колізія з підтримкою донецьких сепаратистів у грі з українською командою «Шахтар» 2014 року.
Зародження вболівальницького руху прихильників футболу було ще на світанку становлення футболу в Іспанії, і вже тоді воно мало чітку територіальну та національну ознаку. Баски славні своїм замкнутим характером і великою набожністю, завше похмурі та серйозні й показово незалежні — саме ці риси й увібрали фан-групи прихильників баскських футбольних команд. Крім того, певні історичні події мали своє відображення: як на долі народів Піренейського півострова, так й на стосунках між уболівальниками різних країв. Тож прихильники «Атлетика» стали послідовниками революційних й ліворадикальних рухів своїх політичних однодумців в краю й стали безкомпромісними ворогами для прихильників столиці та центральних районів Іспанії. І вже через сотню років картина фан-руху в іспанському футболі різнобарвна (в політичному та суспільному аспекті) наче мереживо. Та вже так склалися футбольна історія, що ультрас і прихильники футболу з Більбао, відіграють чималу роль в житті як клубу «Атлетік» так і в самому краї, з ними рахується персонал клубу та громадські й політичні рухи та адміністрація країни Басків.
Загальні ознаки ультрас угруповування команди «Атлетік» з Більбао:
- групи: «Herri Norte Taldea», «Abertamy Sur»;
- вороги: «Реал» Мадрид, «Еспаньйол», «Валенсія», «Атлетіко» Мадрид, «Малага», «Сарагоса», «Реал Сосьєдад», «Естремадура»;
- дружать з: «Депортіво», «Севілья», «Нант», «Луго», «Сампдорія»;
- політичні погляди: крайні ліві.

За ери становлення клубу «Атлетік» довкола нього формувалася група підтримки з числа молодих та активних басків з Більбао, що добиралися за 10 миль до стадіону й там підтримували своїх однорідців. Якщо спершу це були родичі та знайомі, то поготів число прихильників збільшилося, левова частина з яких стали членами клубу — сосіос. Відтоді вони виступали і як акціонери клубу, і як прості вболівальники-прихильники.
З роками, внаслідок небаченої популярності футболу, кількість сосіос зростала, але й прихильників клубу ставало ще більше. Коли ж постав стадіон Сен-Мамес, прихильники команди почали гуртуватися, приходячи на футбол родинами, вулицями, кварталам. Тоді й почали поставати зародки вболівальницької культури в басків, перемішаної на їх національній ідеї - самостійності та унікальності. Команди суперників, особливо з інших іспанських країв, відчували, що приїздили наче в чужу країну: на стадіоні розмовляли лише баскською мовою, вигуки та оклики були їм незрозумілі та ще й піснеспіви та речівки мали національно-визвольні підтексти. Попри те, що центральній владі, з Мадриду, вдалося придушити публічні суспільні рухи до самостійності басків (як на вулиці, так й в громадських місцях) і лише на стадіонах, серед численної маси басків, їм цього не вдавалося.
Тому, навіть в часи диктатора Франко, в Іспанії та світі баскські прихильники футболу асоціювалися з їхнім самостійницьким поступом щодо незалежності свого краю, і вже на тогочассі (зародження футболу) це були організовані групи, що підтримували своїх футболістів чи спортсменів у своєму краї та намагалися виїздити з ними до найближчих сусідніх міст.

#### «Hincha»— зародження вболівальницького руху
Вже по 2-й світовій війні, в 60-х роках ХХ століття, в Іспанії стала зароджуватися культура «мобів»: коли кілька вболівальників змовлялися на зустріч та виїздили з командою лише на час футбольних матчів. З кожним роком їх більшало, вони почали чітко ділитися за територіальною ознакою та ставленням до історії і звичаїв у кожному краї. Спершу це були групи різних станів (і бідніші, і багаті, зрілі люди та студенти), та згодом якась із груп/станів брала верх, тоді вони всі об'єднувалися ще довкола якогось класового складника — так і виникли лівацько-радикальні групи підтримки та ультраконсервативні. Оскільки баски у своїй історії тяжіли до радикальних революційних ідей, то сформовані ними групи підтримки також сповідували ці погляди.
Через десяток років уболівальників по всій Іспанії стали називати «інчас» (власне, «hincha» і розшифровується як «уболівальник»), терміном, який запозичили в Уругваї на початку XX століття. Тоді на трибунах ще не було масового виконання пісень і трибунної хореографії, зазвичай гра супроводжувалася скандуванням речівок та вигуків й тривалим свистом. Але футбол був на Піренеях, а надто в Країні Басків, шалено популярним, а трибуни завжди заповнювалися — як уболівальниками-одинаками, так і міні-мобами. Додатковим консолідуючим чинником для футбольних фанатів став шалений розвиток загальної футбольної інфраструктури в Європі, й Іспанії зокрема. Клуби почали зважати на своїх й чужих організованих прихильників, виділяючи їм по однаковій кількості квитків. Інчас різних клубів розсідалися по різних секторах і там підтримували свої команди. Інчас «левів Мамаса» вподобали собі північну трибуну стадіону й постійно там розміщувалися.
З середини 70-х років постала нова вболівальницька хвиля, пов'язана з проявами контркультурної революції, що почалася в 1968 році «Червоним травнем» у Франції, а потім охопила весь континент. Контркультурна революція дала безліч нових течій і окремих молодіжних субкультур: вулиці заповнювали моди, леди, скінхеди, казуали, хіппі — носії нової хвилі, які звикли до перманентного андеграунду, вони тепер стали головними героями дня. А після смерті 1975 року каудильйо Франсиско Франко, вітер свободи від молоді перехопило й старше, доросле покоління іспанців. Вболівальникам раніше багато чого не дозволялося на стадіоні, тепер — можна було все.

#### 1982 рік— становлення руху «ультрас»
Третій уболівальницький бум розпочався 1982 року, в часі проведення чемпіонату світу з футболу в Іспанії. Країна готувалася прийняти мундіаль, і прихильники футболу, відповідно, готувалися до нього. За жеребом випало, що матчі Групи D (з командами Англії, Франції, Чехословаччини та Кувейту) проводилися в Країні басків. У Більбао вперше побачили англійців напідпитку, які чубилися з французами та чинили гармидер на вулицях і в кафе міста. Північних «бульдогів», фанатів збірної Англії, в Більбао не сприймали і, при слушній нагоді, лупцювали, проте фан-рух «Атлетика» відтоді ґрунтується на англійському стилі підтримки своєї команди.
Мундіаль, невдалий для господарів, промайнув швидко й закарбувався в пам'яті вболівальників, які набралися досвіду та вражень від спілкування з однодумцями з інших країн. Це дало потужний імпульс розвитку фанатського руху на Піренеях, зокрема й на Біскайському узбережжі. Водночас з'явилися ще й фан-угруповання, які відверто шукали конфліктів з аналогічними групами ворожих клубів. Оскільки в Мадриді багато вболівальників шанували й досі шанують Франко, команди міста представлені правими або відверто фашистськими бригадами, за ними потягнулися вболівальники «Сарагоси», «Еспаньйола» та «Бетіса» — найяскравіші представники правого фан-руху. На противагу їм уся Іспанія виступила проти расизму, фашизму та мадридизму — ставала на ліві рейки і як наслідок з'явилася фанатська коаліція «Антимадридіста», заснована бригадами Каталонії, Країни басків та Галісії. Головною їх публічною зброєю стали речівки та плакати: плакат «Антимадридіста» вивішувався на багатьох виїзних поєдинках мадридського «Реала», крім нього, ще були ще банери, на яких уболівальники прославляли свій край. У Більбао з-поміж плакатів супроти мадридських та кастільських команд можна було побачити національні прапори та плакати-транспаранти від ЕТИ, або ж політичні: «Баски — НЕ Іспанія!» Фанатський рух у Більбао, маючи міцний політично-революційний фундамент, був найзгуртованішим та агресивним, відомий своєю боротьбою з мадридськими радикалами «Ultras Sur» та ще запеклішим протистоянням з поліцією, яка їх підтримувала й оберігала.

#### «Herri Norte Taldea»
У переддень іспанського чемпіонату світу в сезоні 1981-82 років на північній трибуні «Сан-Мамес» появилися плакати «Herri Norte Taldea» — так себе проявило перше велике вболівальницьке угруповання. Вболівальники цієї фан-групи підтримували команду піснями й оплесками (як у попередні роки), тільки тепер це вже були організованіші виступи. Їхній девіз: «Ніколи не відвертайся від клубу!» За своїми поглядами — це радикально лівацький футбольний уболівальницький рух. Вони підтримують команду на стадіоні, на вулицях міста й за межами Країни басків (коли команда проводить виїзні матчі).
Зв'язки «Herri Norte Taldea» з баскською ліворадикальною бригадою ЕТА — один з основних важелів і стереотипів у фан-русі Іспанії. Самі ж лідери фан-руху дистанціюються від публічних акцій радикального угрупування, але й не відмовляються від їхніх ідей та підтримки окремих особистостей. Коли 28 лютого 2010 року у Франції був заарештований лідер ЕТА Ібона Арронатегу, вони видали відозву прем'єр-міністру Іспанії Хосе Луїсу Родрігесу Сапатеро: «Доки ви будете заарештовувати людей, які борються за свободу, ігноруючи при цьому відверто профашистських лідерів?» Врешті-решт, «Еррі Норте Талдеа», визначилися із своєю громадсько-політичною підтримкою на користь «Еррі Батасуна», офіційного політичного крила угруповання ЕТА, які пропонують відмовитися від насильства і терору в країні.
Herri Norte Taldea проводить безліч акцій: як навколофутбольних та зовсім світських: роздача їжі бідним; допомога молодим баскським музичним гуртам, які співають на патріотичну тематику; політичні дебати на телебаченні та пресі з опонентами з правого табору. Раз на рік вони організовують благодійний вечір «День іммігранта», запрошуючи на нього людей, які приїхали в Країну басків з Південної Америки й Африки. На основі їхньої ініціативи був сформований Афро-баскський союз — громадський рух, спрямований на боротьбу проти расизму і ксенофобії.

#### «Abertzale Sur»
Того ж таки 1982 року, лише наприкінці, на південній трибуні «Сан-Мамесу» вболівальники почали спостерігати формування нової фан-групи: більш радикальнішої та емоційнішої. Як виявилося згодом, це була молодь, яка віддалилася від поміркованішої й старшої за віком «Herri Norte Taldea» і вони шукали, як себе проявити. Невдовзі їм випала нагода: взяли участь у бійці з праворадикальними фан-групами зі столиці на їхній території. Відтоді вболівальники заговорили про «Abertzale Sur» — ще агресивнішу та революційну групу баскської молоді на південних трибунах стадіону та на вулицях Більбао.
Ці вболівальники більше асоціювалися з революціонерами й неодноразово підтримували акції від ЕТА. Іспанська поліція прискіпливіша до цих ультрас, пов'язуючи з імовірною участю частини цих юнаків у загонах чи таборах підготовки ЕТА. Хлопці з «Abertzale Sur» також дають тому привід: весь час конфліктують і вступають у сутички з профашистськими ультрас — «Ligallo Fondo Norte» (від «Сарагоси»), «Ultras Sur» (від «Реала»), «Yomus» (від «Валенсії») та «Frente Atletico» (від мадридського «Атлетіко»).
«Abertzale Sur» долучають до числа своїх прихильників зазвичай юних фанатів, тому старше покоління нарекло їх «Guarderia Sur» («Південний дитячий садок»). Але ця нова фан-група завше вирізнялася ще й креативністю та мобільністю (як у пересуваннях чи сутичках, так і в своїх акціях). Вони весь час використовували різноманітні публічні перформанси, як з піротехнікою, так і з іншими елементами: глядачам запам'яталися «cartulinas» — мозаїка з тонкого картону.

#### Баскська ультрас-солідарність
У світі спорту, а саме у вболівальницькому колі, склалася певна традиція безкомпромісного суперництва між командами одного міста/краю. Ця ж тенденція є і в басків, але завдяки політичному складнику й демонстративному відстоюванню незалежності від іспанської корони, вона трансформувалася в демонстративну ультрас-солідарність. Все почалося з баскського дербі між «Атлетиком» та «Реал Сосьєдададом» із Сан-Себастьяна. Команди двох найбільших провінцій країни басків: Біскаї («Атлетик») і Гіпуаскоа («Сосьєдад»), що в Більбао, що в Сосьєдаді мають шалену підтримку від обох ультрас угруповань — адже вони сидять разом на трибунах (змішавшись). Ця показова дружба через те, що «ненависть до Іспанії набагато сильніша ненависті одне до одного», і, сидячи разом на стадіоні, вони показують усій країні, які баски згуртовані.
Додатковим чинником для солідарності стають матчі футбольної дружини басків. Раз чи два на рік на «Сан-Мамес» грає збірна Країни Басків, тоді вболівальники всіх баскських клубів утворюють дружне угрупування під назвою «Еускаль Інтак» («Баскські вболівальники»). Усі разом вони вболівають за своїх однорідців і демонструють світу, і насамперед Іспанії, свою єдність і особливість та потенційну незалежність краю, а також ту політичну складову вболівальницького руху в Країні Басків.

#### Ультрас басків та поліція
Окремою сторінкою в житті та діяльності ультрас «Атлетіка» є протистояння з іспанською поліцією. Ця суперечність цілком відмінна від звичних для всієї Європи та світу методів стримування та домовленостей. В Басконії йде «війна на смерть» саме між представниками влади й найрадикальнішими світськими, дозволеними владою, баскськими групами молоді. Поліція в Більбао та країні Басків (як, втім, і в Каталонії, і в Галісії) складаються лише з етнічних іспанців. Цей процес почався ще при диктаторі Франко: в області, схильні до сепаратизму, вирушали поліцейські-іспанці. Напевно, тому поліція в Еускаді — одна з найжорстокіших в Іспанії.

## «Атлетік» Більбао й Україна
Зазвичай спортивні клуби з інших країн з Україною пов'язують через спортивні змагання між їхніми командами. Баскські футбольні команди нечасто зустрічалися з українськими, за винятком товариських ігор на комерційних чи передсезонних турнірах. Ні українські, ні баскські футболісти не вступали за ці клуби, відповідно.

#### «Динамо» (Київ) і збірна Басків
Вперше українська спільнота почула про басків й неочікувано побачила їхніх футболістів 1937 року. Саме влітку, 15 липня, відбулося турне збірної Країни Басків по СРСР, в якому баски провели поєдинок у Києві з динамівцями, більшість гравців якої були колишніми гравцями «Атлетіка» з Більбао. Кияни, для підсилення складу на цю гру, доукомплектувалися трьома гравцями: захисниками Іллею Гвоздковим («Локомотив» Москва), Василем Глазковим («Динамо» Ростов-на-Дону) і півзахисником Миколою Табачковським («Динамо» Одеса).
| 15 липня 1937 |

| «Динамо» (Київ)       | 1:3  | Країна Басків               |
| --------------------- | ---- | --------------------------- |
| Віктор Шиловський 43' | звіт | Ісідро Лангара 1', 21', 48' |

| Київський стадіон «Динамо» ім. Балицького (Київ) Глядачів: 40 000 Арбітр: Лев Чорнобильський (Київ) |

«Динамо» (Київ): Трусевич, Глазков, Гвоздков, Кузьменко (Тимофєєв), Ліфшиць, Табачковський, Шиловський, Петро Лайко (Гончаренко, 65), Щегоцький (к), Комаров, Махиня.

Головний тренер: М. Д. Товаровський.

Країна Басків: Бласко, Аресо, Аедо, Субієта, Мугуерса, Ечебаррія, Горостіса, Регейро (к), Лангара, Ларрінага, Алонсо.

Головний тренер: Педро Вальяна.

#### «Атлетік» в іграх з українськими командами
Товариські ігри між басками та українськими командами відбувалися на передсезонних турнірах, коли українські клуби проводили свої тренувальні збори в Іспанії. Тож до початку ХХІ століття історія зустрічей з басками з Біскаї налічувала лише товариські матчі й жодних офіційних звитяг. Лише з дедалі частішою появою українських команд у європейських турнірах (а саме проходження їх якнайдалі по турнірній сітці) дозволило українським клубам перетнутися з командами з Басконії. А найчастіше це випадало їхньому лідерові — «Атлетику» з Більбао.
Перша офіційна зустріч «Атлетика» з українською командою відбулася в сезоні 2014—2015 років у груповому турнірі Ліги чемпіонів — нею виявився донецький «Шахтар». 18 вересня 2014 року шахтарі зіграли внічию 0:0 в першій грі в Більбао, а в матчі-відповіді 25 листопада на «Арені Львів» перемогу здобули баски, забивши єдиний гол у матчі. Попри успішні ігри з донеччанами, баскам не вдалося обійти останніх у турнірній таблиці, посівши 3-є місце, вони задовольнилися подальшою участю в матчах Ліги Європи.
Через 3 роки, повернувшись до Ліги Європи, «Атлетику» знову випало зустрітися з українською командою. Цього разу стала луганська «Зоря». У груповому етапі Ліги Європи 28 вересня 2017 року в першій грі, в місті Більбао, українська команда здобула виїзну перемогу, єдиний гол в матчі забив Харатін. У матчі відповіді, що проходив у Львові, гості зуміли добитися перемоги, забивши два м'ячі, вони пробилися в фінальну частину турніру, випередивши саме український клуб.

#### Баскські леви в Україні
Окрім командних турнірних зустрічей, починаючи з ХХ століття, почалися і персональні контакти баскських футболістів з Україною.
Так кілька колишніх «левів святого Мамаса» після закінчення кар'єри футболіста, подавшись на тренерські хліби, були запрошені потренувати українські команди. Зокрема, керівництво київського «Динамо» запросило в липні 2014 року до свого тренувального центру відомого баскського фахівця Вісенте Гомеса, який працював в кантері «Атлетика», пройшовши всі щабелі їхньої академії футболу. Невдовзі, за порадою Вісенте, до тренувального табору киян запросили ще одного баска — Унаї Мельгосу Соррілью, який також пропрацював у кантері найвідомішого клубу Басконії.